# Cuxhaven (stad)
Cuxhaven is een havenstad in de Duitse deelstaat Nedersaksen. De stad ligt aan de Noordzee, bij de monding van de Elbe in de Waddenzee, en telde volgens de meest recente statistiek 48.326 inwoners. Het is een van de zeven Große selbständige Städte in Nedersaksen. Cuxhaven is een kuuroord (staatlich anerkanntes Nordseeheilbad).
Cuxhaven is een belangrijke visserijhaven, en heeft een havendienst voor Hamburg en het Kielerkanaal (Noord-Oostzeekanaal). Daarnaast is de stad van betekenis voor het strand- en watersporttoerisme, vanwege de ligging aan de kust. Voor de kust bij Cuxhaven ligt het tot Hamburg behorende waddeneiland Neuwerk, dat bij eb te voet of per door paarden getrokken waddenwagen bereikbaar is, en bij vloed alleen per schip.

## Indeling

Situering Cuxhaven-stad en zijn 11 voormalige Stadtteile

Naast de eigenlijke stad Cuxhaven omvat de stadsgemeente 4 Ortschaften, met eigen stadsdeelraad, zie artikel 3 van de Hauptsatzung (hoofdgemeenteverordening):
- Altenbruch
- Altenwalde met Gudendorf, Franzenburg en Oxstedt
- Lüdingworth met Feuerstätte, Köstersweg, Lüderskoop en Seehausen
- Sahlenburg

Overige plaatsen in de gemeente Cuxhaven:
- Berensch-Arensch, onderverdeeld in Arensch en Berensch; het zijn twee grotendeels agrarische dorpjes, met per 19 mei 2018 samen minder dan 400 inwoners.
- Döse, reeds sinds 1905 een deel van Cuxhaven
- Duhnen
- Groden
- Holte-Spangen: een grotendeels agrarisch tweelingdorp (Spangen is de noordwestelijke helft, Holte de zuidoostelijke) met per 19 mei 2018 in totaal minder dan 350 inwoners. Het is fraai gelegen aan de Hohe Lieth,  met bos, heide en met enige oude, in een paar gevallen als stoeterij of paardenpension in gebruik zijnde, boerderijen.
- Stickenbüttel
- Süderwisch-Westerwisch had per 19 mei 2018 ongeveer 4.750 inwoners. De voormalige polderdorpen Westerwisch en, anderhalve kilometer ten zuiden daarvan, Süderwisch, bestonden beide vroeger uit één, in west<->oost-richting lopende dorpsstraat. Ze zijn direct ten westen van Cuxhaven-stad gelegen, en zijn nu officieel woonwijken van de stad, zonder belangrijke historische gebouwen of bedrijven.

Deze plaatsen hebben geen eigen Ortsrat (deelgemeenteraad).

## Geografie en infrastructuur
De noordelijke helft van de gemeente ligt op een landtong bij de monding van de Elbe in de Waddenzee. Het land direct achter de kust is, grotendeels in de middeleeuwen ingepolderd veen- en kwelderland.
De zuidelijke helft van de gemeente ligt aan het noordeinde van een nergens meer dan 20 à 35 meter hoge, ten dele met bos of heide bedekte, heuvelrug, die een eindmorene uit het Saalien, de  voorlaatste ijstijd, is en geologisch en landschappelijk wat op de Hondsrug in de Nederlandse provincie Drenthe lijkt. Deze heuvelrug heet Hohe Lieth of Wurster Heide en strekt zich zuidwaarts uit tot bij Sievern, dat niet ver van Bremerhaven ligt. 

### Naburige gemeentes
- In het noordwesten,  in de Waddenzee: het eiland Neuwerk, behorende tot Hamburg
- In het zuiden: Wurster Nordseeküste, Ortsteil Nordholz
- In het oosten, in de Samtgemeinde Land Hadeln:
  - Otterndorf
  - Neuenkirchen (Land Hadeln)
  - Nordleda
  - Wanna

### Verkeer

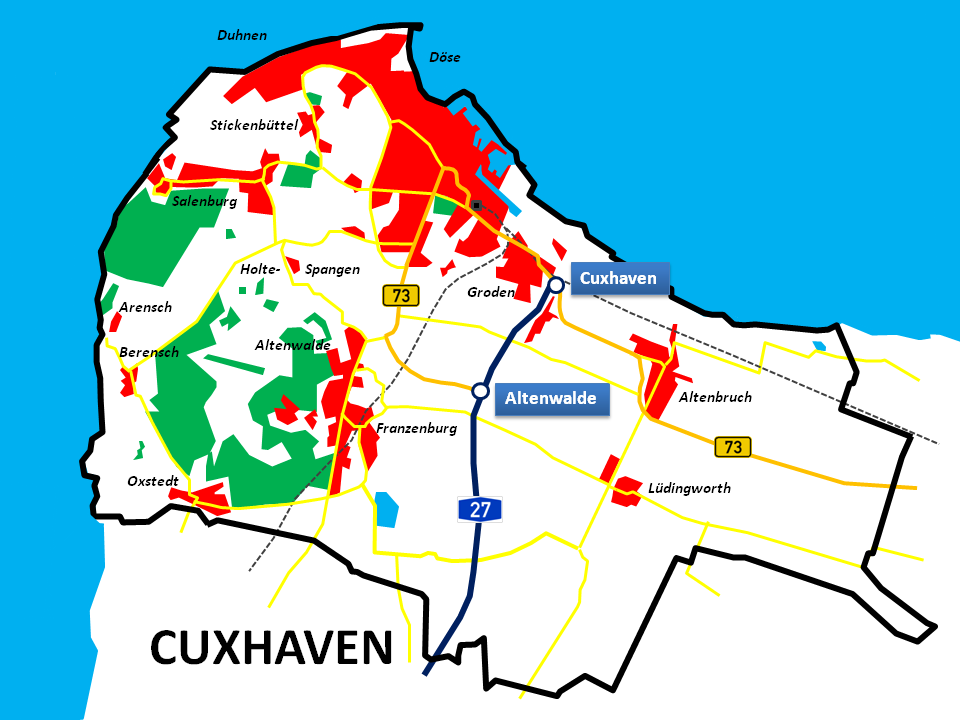
Kaart belangrijkste infrastructuur Cuxhaven
De haven van Cuxhaven in 2013
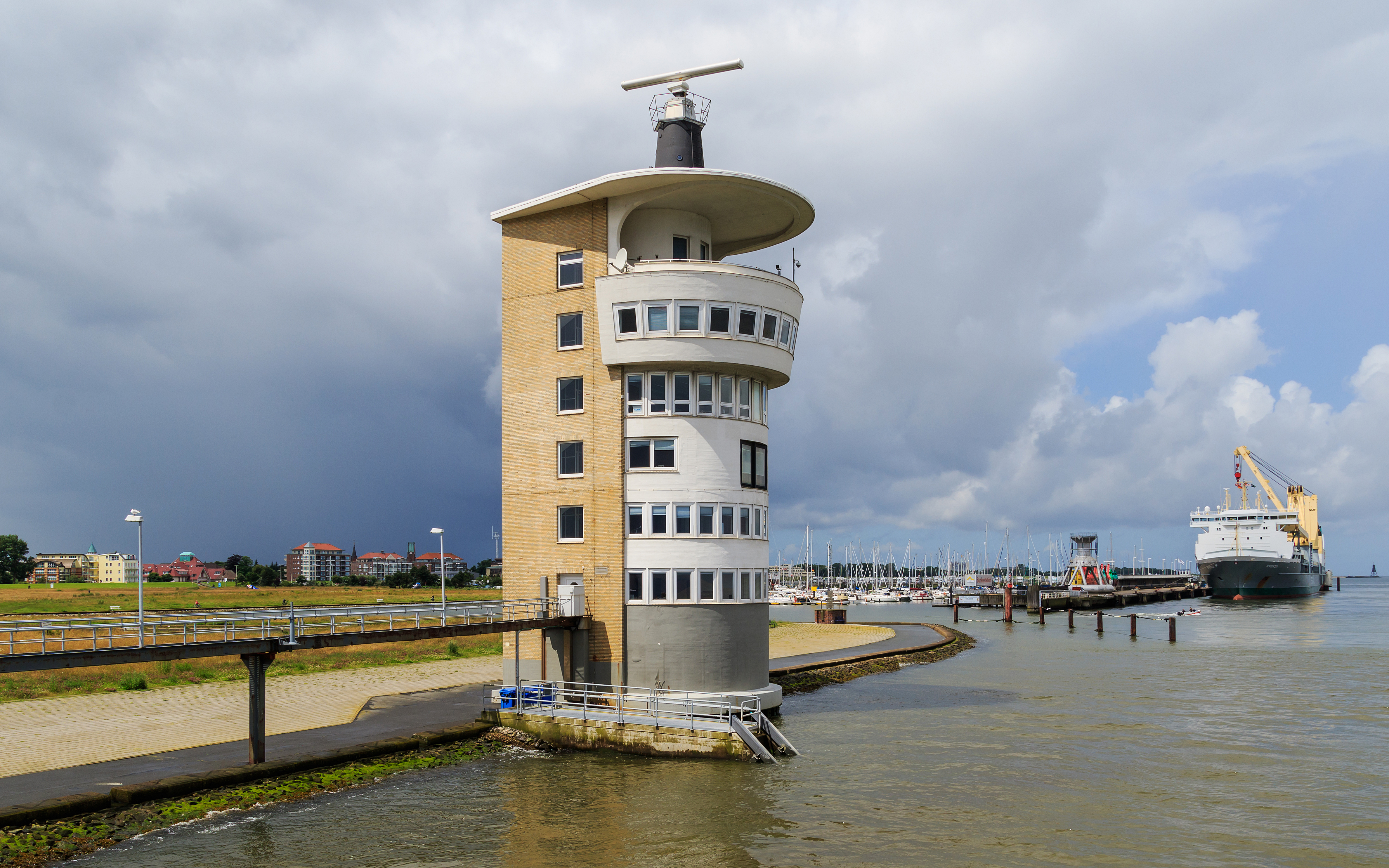
Radartoren in de haven, bouwjaar 1960
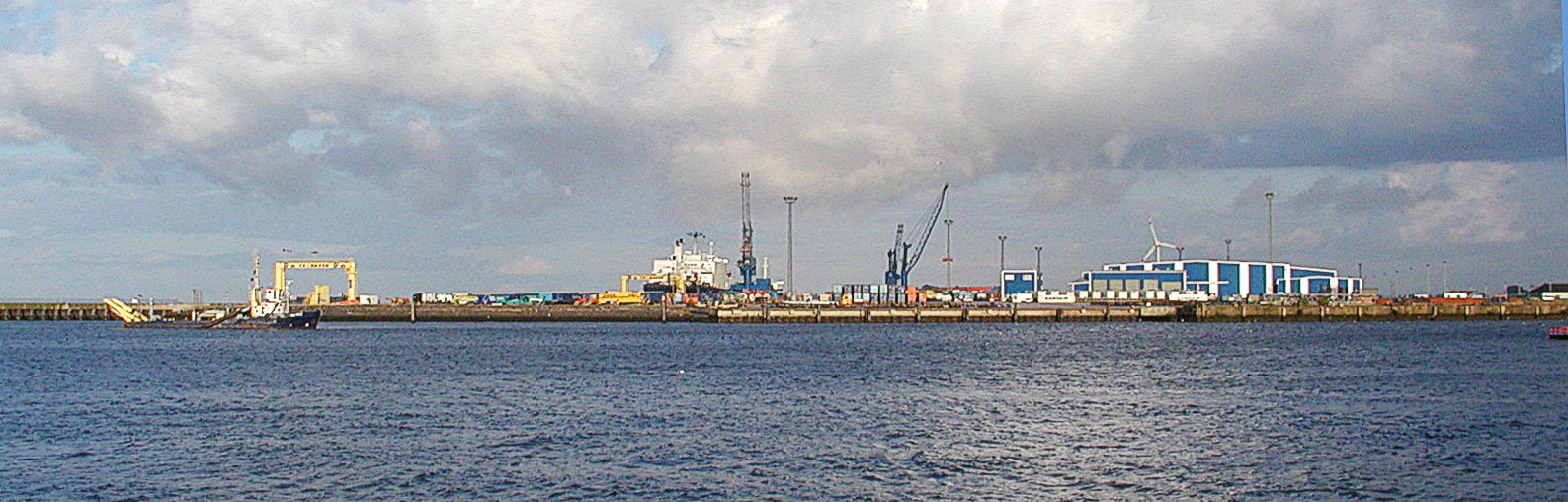
CuxPort, het modernste deel van de zeehaven (2006)
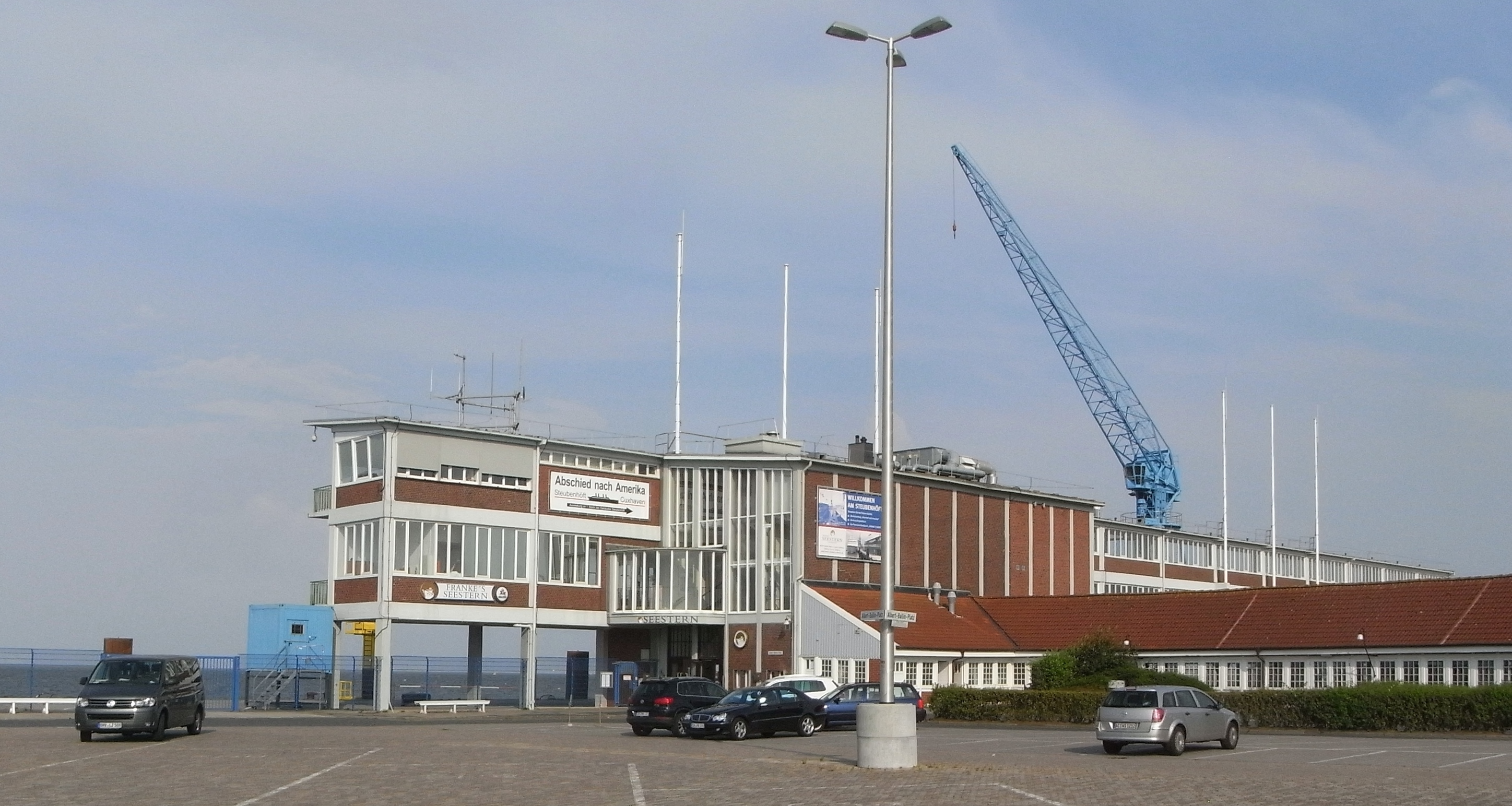
Havenhoofd (passagiers-terminal) Steubenhöft
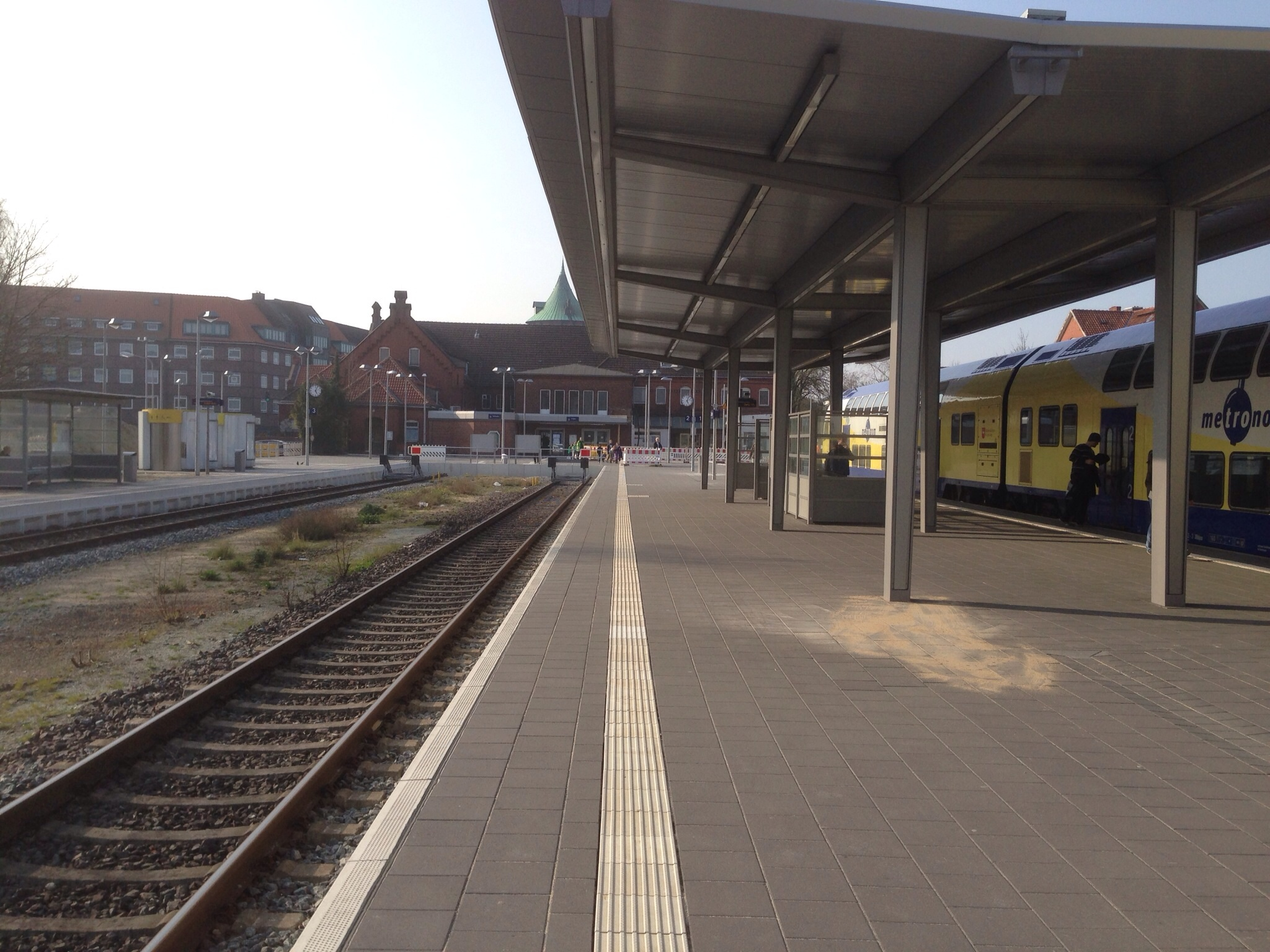
Station
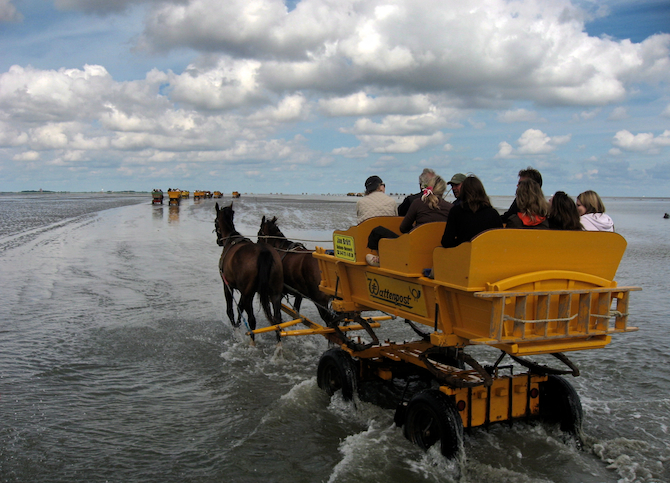
Waddenwagen tussen Cuxhaven en Neuwerk

Cuxhaven is een belangrijke container- en visserijhaven, en heeft een havendienst voor Hamburg en het Kielerkanaal (Noord-Oostzeekanaal). Van betekenis voor het toerisme is de veerdienst naar Helgoland. Voor de kust bij Cuxhaven ligt het  tot Hamburg behorende waddeneiland Neuwerk, dat bij eb te voet of per door paarden getrokken waddenwagen bereikbaar is, en bij vloed alleen per schip.
Cuxhaven had veerdiensten naar Harwich en diverse plaatsen, elders aan de Duitse kust en de Elbe, maar de laatste daarvan is in 2021 failliet gegaan. Voortdurend proberen rederijen deze veerdiensten weer nieuw leven in te blazen; anno 2024 vooralsnog met weinig succes; eind 2024 werd ook de veerdienst naar Brunsbüttel v.v. opgeheven; alleen de vooral toeristische bootverbindingen met Helgoland, en incidenteel, Neuwerk, bleven bestaan. 
Belangrijke verkeerswegen in de gemeente zijn:
- de Autobahn A 27, die hier begint en zuidwaarts loopt
- de Bundesstraße 73.

Vanaf Station Cuxhaven kan men per trein o.a. reizen naar Station Hamburg-Harburg en Station Lehrte (zie: Spoorlijn Lehrte - Cuxhaven) en naar Bremerhaven Hauptbahnhof (zie: Spoorlijn Bremerhaven - Cuxhaven). Het station is zeer langgerekt en heeft aparte gedeelten voor goederenvervoer van en naar de haven.
Vanaf het busstation (ZOB), dat zich dicht bij het treinstation bevindt, vertrekken diverse stads- en streekbussen. De stadsbussen naar de toeristische gebieden, zoals Dose, Sahlenburg en Dühnen, rijden overdag voor Duitse begrippen frequent; ook op zon- en feestdagen rijden deze overdag ieder half uur.
Het zuidelijke buurdorp Nordholz beschikt over een militair, vooral door de Duitse marine gebruikt vliegveld, de Fliegerhorst Nordholz. Het heeft een betonnen, meer dan 2.400 meter lange, start- en landingsbaan. Incidenteel mogen hier ook civiele vliegtuigen landen en opstijgen.

## Economie

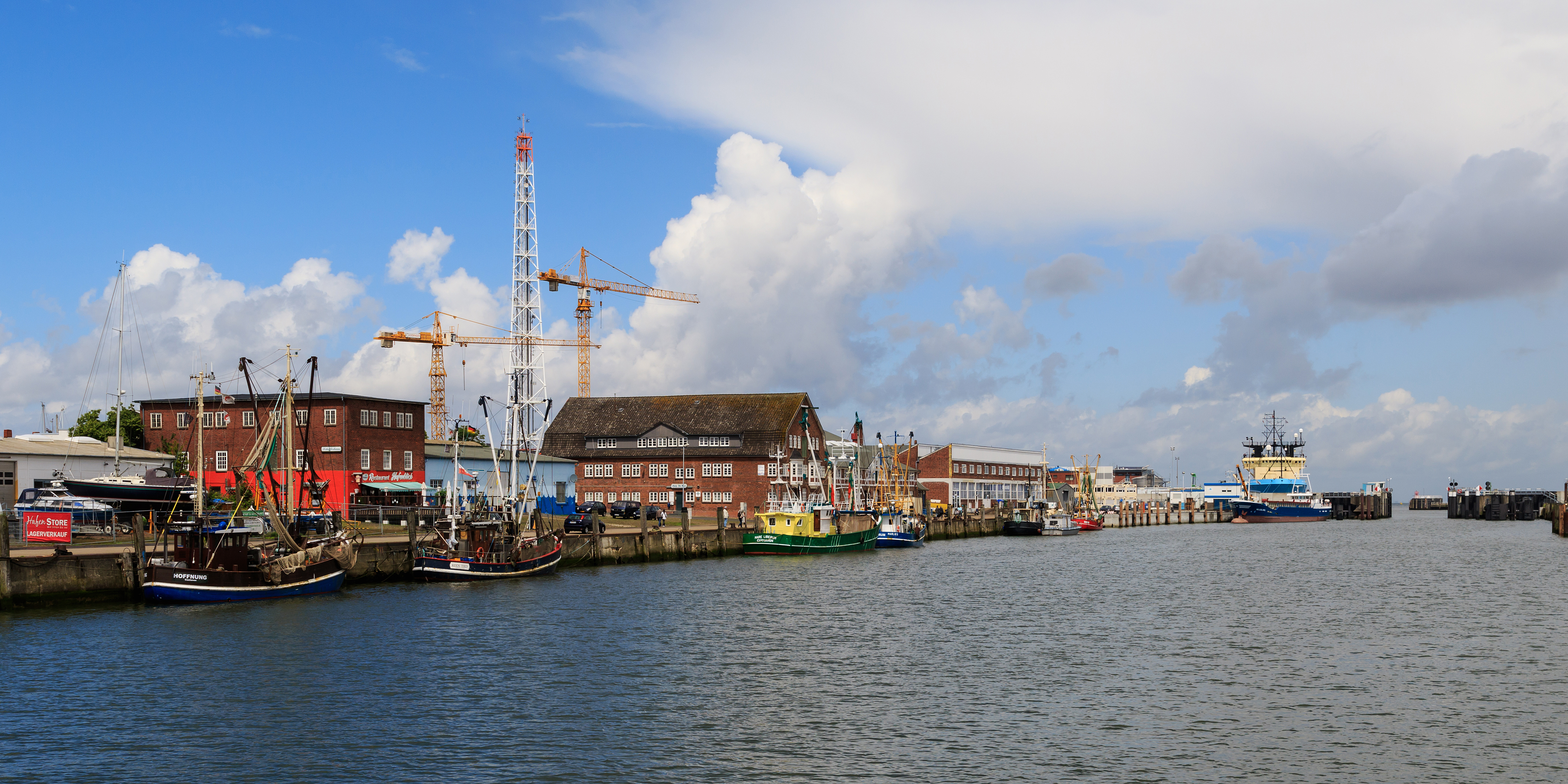
Visserijhaven (2016)
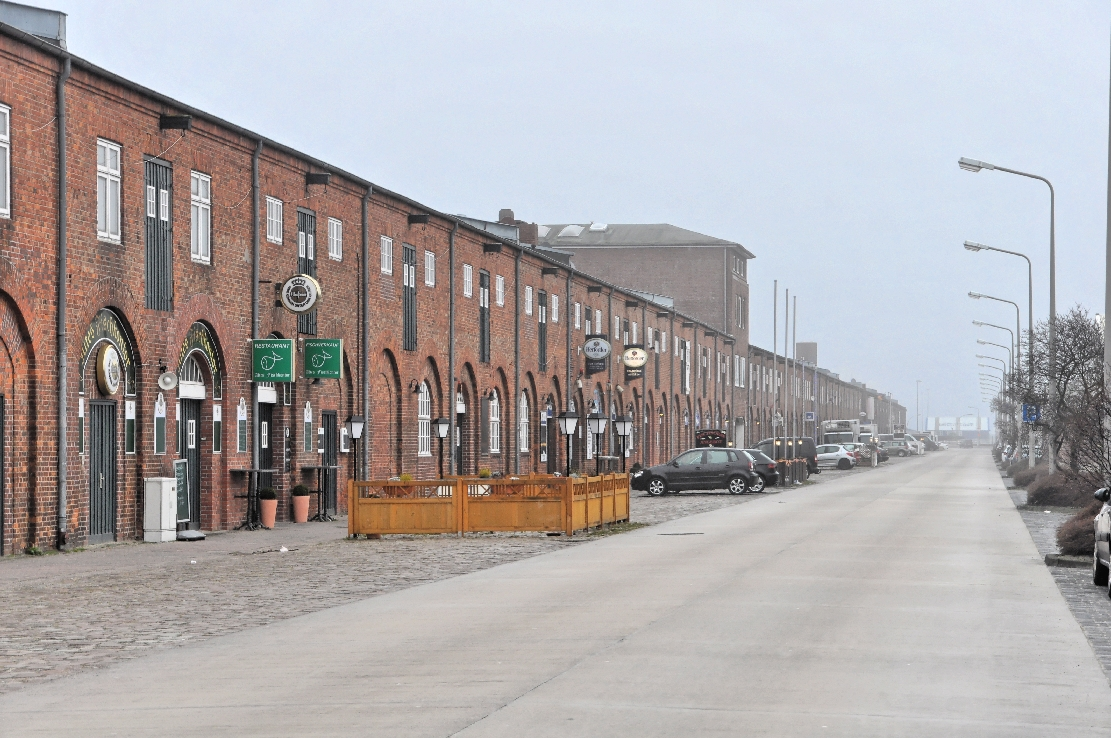
Voormalige vishallen (2015)
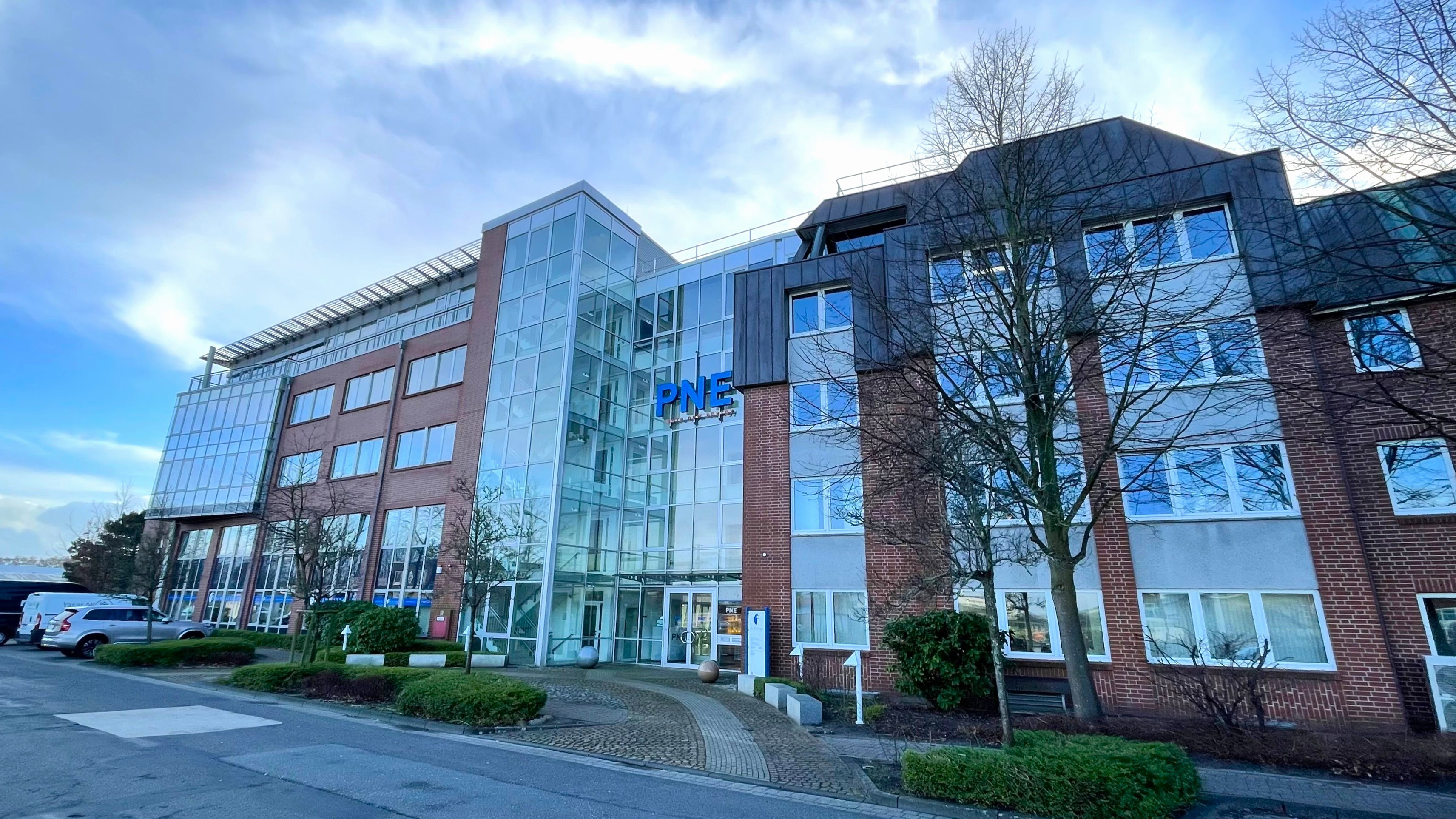
Hoofdkantoor PNE

Anno 2024 is het toerisme (strandvermaak, kuurbedrijf) verreweg de belangrijkste bron van bestaan in de gemeente Cuxhaven.
Cuxhaven is een havenstad; de (afgezien van het toerisme) belangrijkste bedrijvigheid in de gemeente staat daarmee in verband. 
De zeevisserij heeft hier sinds 1908 een belangrijke haven, waarvan de betekenis echter sinds 1990 sterk is afgenomen (in 2020 waren nog slechts 1.000 mensen in deze sector actief). Veel oude vishallen en andere havengebouwen zijn onder monumentenzorg geplaatst en hebben een andere bestemming gekregen, o.a. als hotel, restaurant of ambachtelijk bedrijf. Deze herontwikkeling was anno 2020 nog in volle gang, maar ondervond tegenslagen door de covid-19-crisis.
In de stad heeft PNE, een aan de Duitse effectenbeurs genoteerde onderneming met 600 personeelsleden, haar hoofdkantoor. Het wereldwijd actieve bedrijf is een projectontwikkelaar voor windmolenparken. Rondom de stad, vooral op zee, staan, voor de elektriciteitsvoorziening, veel windturbines.
De haven wordt ten behoeve van vooral de containerscheepvaart voortdurend uitgediept en gemoderniseerd.

## Geschiedenis

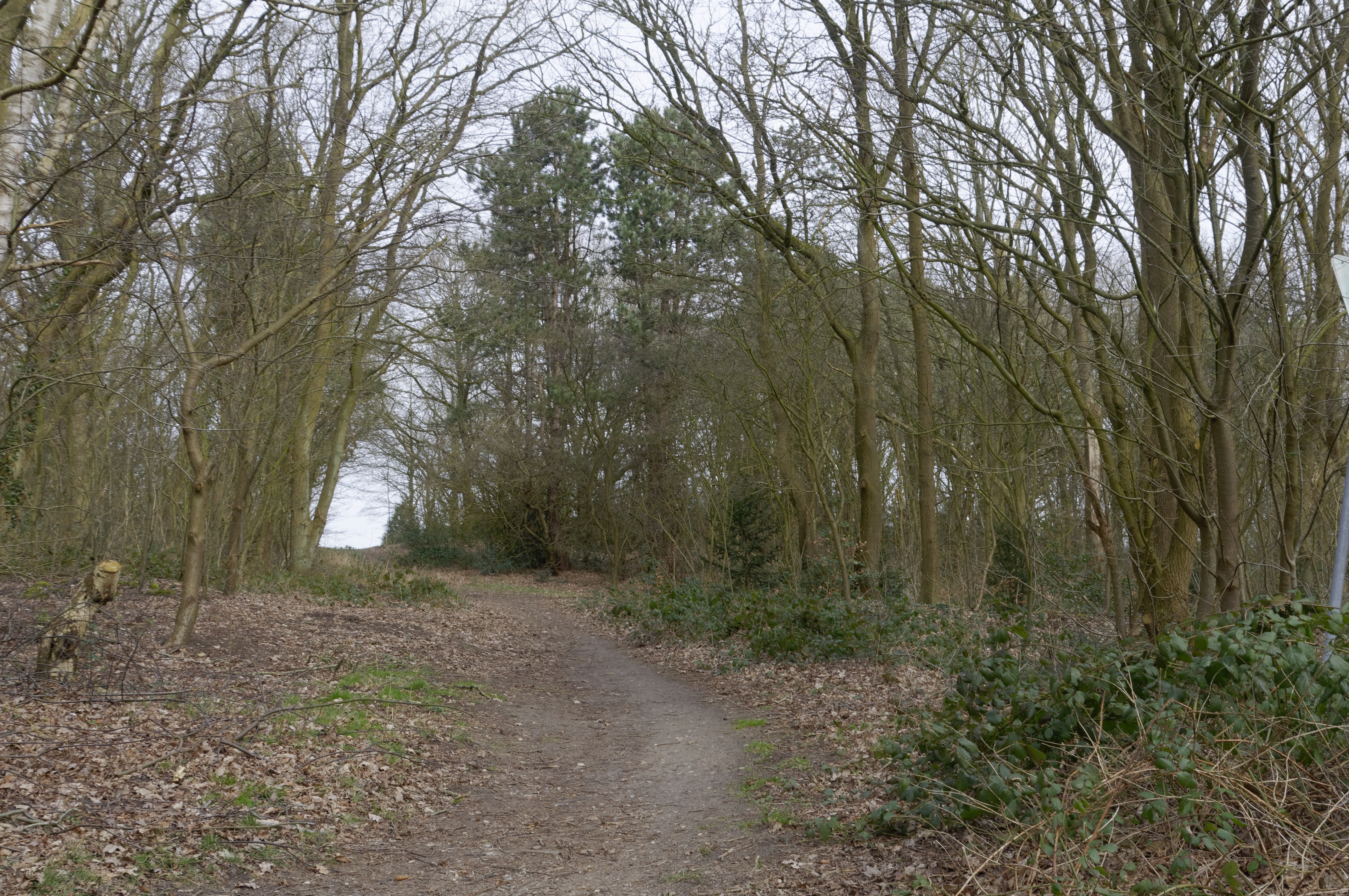
Altenwalder Höhe
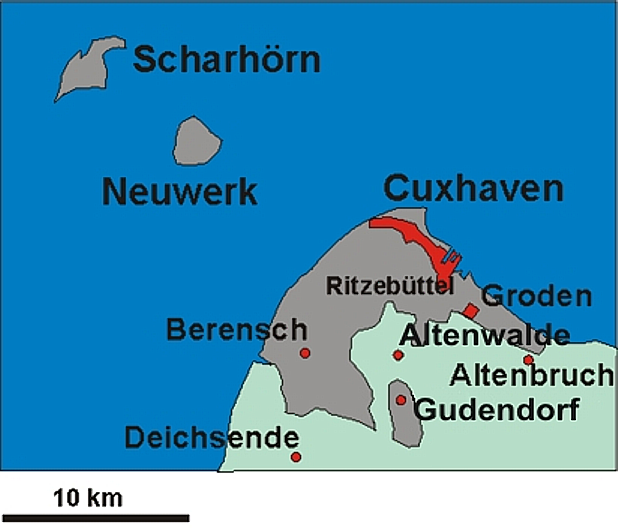
Situering van het Hamburgse Amt Ritzebüttel (in rood)
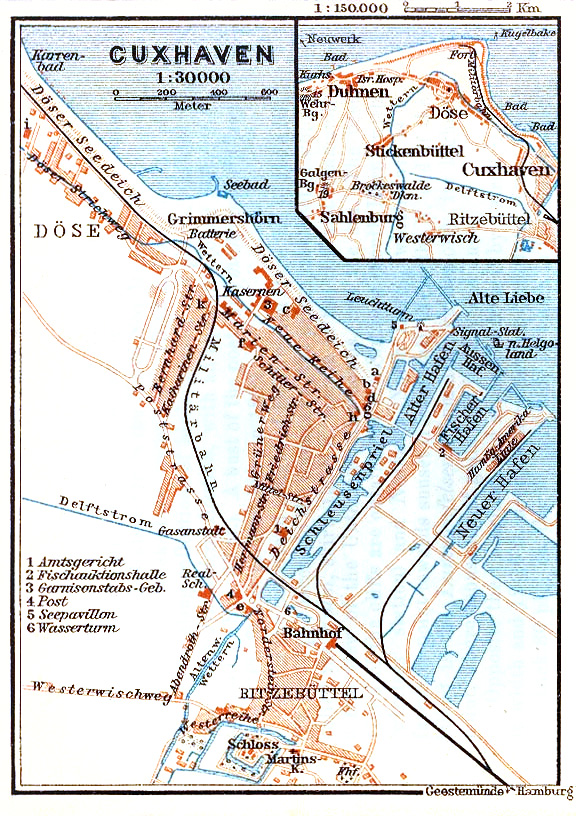
Plattegrond van Cuxhaven in 1910; Ritzebüttel is nog als aparte wijk herkenbaar.
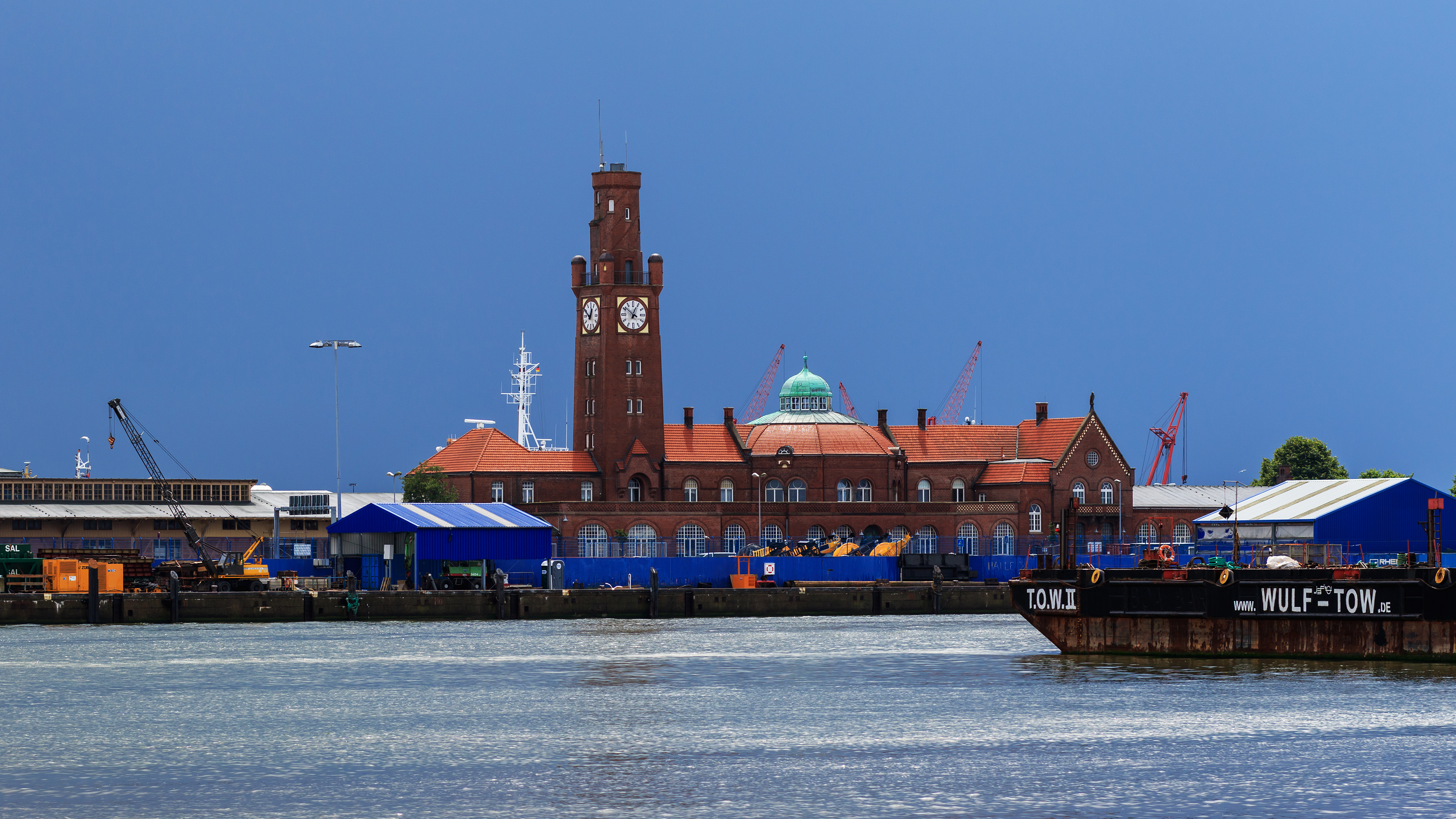
Gebouwen van de Hapag-hal in de haven
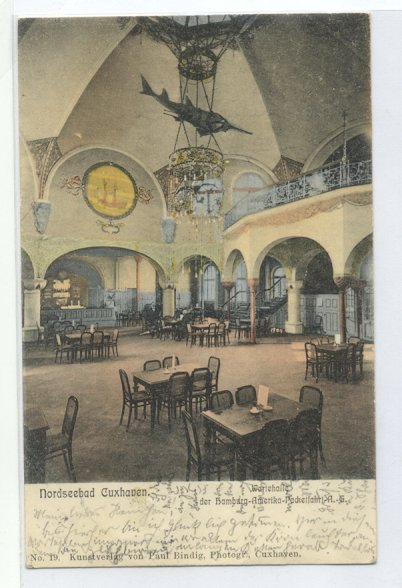
De koepelzaal (wachtruimte) in dit gebouw op een ansichtkaart uit 1904

Zie ook de artikelen over de Ortsteile van de stad.
Op de 37 m hoge heuvel Altenwalder Höhe bij Altenwalde hadden Saksische stammen in de vroege middeleeuwen een grafveld. Op deze locatie werd ten tijde van Karel de Grote een ringwal met vermoedelijk een door Sint Willehad gestichte kapel en een houten kasteel, omvang: 60 x 90 meter, gebouwd; het kasteel bestond tot 1644. Rond deze walburcht ontstond het dorp Wolde (het huidige Altenwalde), wellicht de oudste plaats van de gemeente Cuxhaven.
Ouder dan de 19e-eeuwse haven-nederzetting Cuxhaven is Ritzebüttel, ontstaan rondom het gelijknamige kasteel; een lokaal riddergeslacht Von Lappe had het in de 14e eeuw laten bouwen, en moest het in 1394 aan de stad Hamburg verkopen. Het was vanaf dat jaar tot 1872 een buitenpost van de stad Hamburg,  bestuurd door zogenaamde Amtmänner. Dezen werden door de mannen van de stadselite van Hamburg uit hun midden benoemd, en hadden verregaande bevoegdheden. De hoofdtoren van Kasteel Ritzebüttel is, in de eerste helft van de 14e eeuw, in dezelfde stijl gebouwd als die op Neuwerk, die al sinds zijn bouw in 1310 Hamburgs was, en die daar nog steeds staat. Vanuit deze torens konden de Hamburgers het mondingsgebied van de Elbe overzien en controleren.  Een bekend magistraat van Ritzebüttel was, van 1735 tot 1741, de dichter Barthold Heinrich Brockes; de laatste Amtmann was, van 1858-1864, Gustav Heinrich Kirchenpauer.
Ten tijde van de Reformatie, in de 16e eeuw, ging het gebied van het huidige Cuxhaven massaal over tot de evangelisch-lutherse gezindte. Tot op vandaag is een grote meerderheid van de christenen in de gemeente deze kerk toegedaan. De hierna vermelde kerkgebouwen in de gemeente Cuxhaven zijn, tenzij anders aangeduid, ook evangelisch-luthers.
De naam Cuxhaven is niet, zoals men wel denkt, een verbastering van koog (polder) en haven; een meer plausibele etymologie is afleiding van een woord cuc/ gug voor een rond voorwerp (de plaats ligt aan de voet van kleine, ronde heuvels), en -hove of -hagen. Een wetenschappelijk sluitende verklaring voor de herkomst van de plaatsnaam is er echter niet.  
Het huidige Cuxhaven ontstond op 4 december 1872 door het samenvoegen van het vlek Ritzebüttel en het dorp Cuxhaven. Hoewel Ritzebüttel historisch gezien groter en belangrijker was, werd Cuxhaven de naam voor de fusiegemeente. Ritzebüttel is het historische centrum van de stad gebleven; Cuxhaven was gegroeid rondom een wijk voor mensen, die in de haven werkten, o.a. het Lotsenviertel, Loodsenkwartier. In 1907 kreeg de nieuwe plaats stadsrechten. De stad werd diverse malen uitgebreid door het annexeren van gemeenten. In 1924 werd Cuxhaven een stad van Hamburg, hoewel het daar helemaal niet aan grenst, Ritzebüttel was al eeuwen lang Hamburgs. Bij de Groot-Hamburgwet van 1937 werd Cuxhaven dan weer afgestaan aan Pruisen. 
Vanaf 1889 voeren schepen van de Hamburg-America Line (later: HAPAG) regelmatig van Cuxhaven naar de Verenigde Staten. In 1902 werd het monumentale gebouwencomplex Hapag-Hallen (passagiersterminals) voltooid, dat anno 2023 vooral fungeert als stedelijke evenementenhal.
In 1903 richtte een particuliere liefdadigheidsorganisatie aan zee bij Sahlenburg een groot ziekenhuis, o.a. voor TBC-patiënten, op, het Hamburgische Seehospital (Nordheimstiftung), dat de nog bestaande gebouwen in 1914 betrok. De stichting, die nog bestaat en de bevordering van de gezondheidszorg ten doel heeft, stootte het ziekenhuis in 2002 af. In 2021 werd het gesloten. Ondanks de monumentenstatus voor een deel van de gebouwen staat het complex leeg en vervalt langzaam. 
Vanaf 1892 waren op de heide bij Altenwalde militairen gestationeerd. De Wehrmacht had er in de nazi-periode o.a. luchtafweergeschut gestationeerd, en na de Tweede Wereldoorlog de Britse bezettingstroepen, en van 1958 af de Bundeswehr eveneens. De zeer uitgestrekte kazerne staat anno 2023 leeg en vervalt langzaam; overwegingen, om in de voormalige kazerne of het voormalige Seehospital asielzoekers of vluchtelingen (o.a. voor de in 2022 uitgebroken Oekraïne-oorlog) onder te brengen, zijn tot dusver (stand van zaken: eind 2023) steeds op allerlei financiële en praktische bezwaren gestuit.
Voor de geschiedenis van Cuxhaven in de 20e eeuw was de SPD-politicus Karl Olfers van grote betekenis. Opgeleid als timmerman, werd hij in de jaren-1920 directeur van een aan de SPD gelieerde woningbouwvereniging, die te Cuxhaven veel sociale woningbouw realiseerde; veel van deze huizen bestaan nog, en zijn mede bepalend voor het stadsbeeld. Tijdens de hyperinflatie van 1923 kwam hij op het idee, bakstenen als noodgeld te gebruiken. Tot 1933 zat Olfers voor de SPD in de Hamburgische Bürgerschaft; Cuxhaven behoorde toen immers tot die stad. Nadat Olfers vervolgingen door het nazi-regime had overleefd, was hij van 1946-1952 en van 1956-1966 burgemeester van Cuxhaven. Van 1959-1963 was Olfers voorzitter van de Landestag, het deelstaatparlement, van Nedersaksen.
Over gebeurtenissen in de Tweede Wereldoorlog en andere hierboven niet vermelde geschiedkundige feiten is weinig of niets gepubliceerd. Hierin geïnteresseerden krijgen op de website van de gemeente het advies, in het stadsarchief van Cuxhaven een gesprek met een op dit gebied deskundig gemeenteambtenaar aan te vragen.
Tot 1977 was Cuxhaven een stadsdistrict. Vanaf dat jaar is de stad hoofdplaats van de kreis Cuxhaven. Het symbool van Cuxhaven is een houten baken dat bij de Elbemonding staat: de Kugelbake. Het is ook afgebeeld in het stadswapen.
Sinds eind 1975, toen de gemeente meer dan 60.000 inwoners had, is het bevolkingscijfer langzaam gedaald. Oorzaken zijn vooral economische teruggang, die in de visserijsector zeer sterk was,  en de sluiting van militaire complexen na 1993. De stad was anno 2020 door deze economische teruggang nog steeds financieel noodlijdend, en was aangewezen op ondersteuning door hogere overheden.

## Bezienswaardigheden, toerisme
Zie ook de artikelen over de afzonderlijke stadsdelen van Cuxhaven. 
- Strandvermaak en watersportmogelijkheden, vooral te Döse, Duhnen en, voor de iets smallere beurs, Sahlenburg. Er zijn veel hotels, pensions en campings. Aan enkele strandgedeelten mag men de hond los laten lopen.
- Aan de uiterste noordoostpunt van Cuxhaven, op het gebied van stadsdeel Döse, ligt het fort Fort Kugelbake. Het is het best bewaard gebleven kustverdedigingswerk van Duitsland. De bouw ervan duurde van 1869 tot 1879. De in het fort aanwezige kanonnen zijn in de Eerste Wereldoorlog verplaatst geweest naar het westelijk front in Vlaanderen. In de Hitler-tijd, in 1937, werden op het fort FLAK-luchtafweergeschutbatterijen geïnstalleerd. In mei 1945 werd het fort door het Britse leger bezet. In de jaren daarna was er enige tijd een mijnen-opruimingscommando gestationeerd. Daarna had het complex uiteenlopende bestemmingen. In 1991 begon de restauratie van het, inmiddels onder monumentenzorg geplaatste, fort. Uit een Noors oorlogsmuseum is een origineel Flak-geschut overgenomen, dat op het fort staat. In het complex, dat over een klein museum beschikt, kunnen toeristen zich laten rondleiden; af en toe vinden er kleine muziek- en theaterevenementen plaats, waaronder de jaarlijkse openluchtvoorstellingen van  het Störtebeker-Freilichttheater.
- Cuxhaven is een kuuroord. Het kuurpark van de gemeente ligt ten zuiden van Fort Kugelbake in Döse. In dit Kurpark bevindt zich een (zeer kleine) dierentuin. Verder staan hier enkele gebouwen, die voor uiteenlopende culturele evenementen worden gebruikt. Een groot wellnesscentrum staat te Duhnen.
- Excursies naar naburige eilanden:
  - Van betekenis voor het toerisme is de veerdienst naar Helgoland.
  - Voor de kust bij Cuxhaven ligt het  tot Hamburg behorende waddeneiland Neuwerk, dat bij eb te voet of per door paarden getrokken waddenwagen bereikbaar is, en bij vloed alleen per schip.
- Kerkgebouwen:
  - De middeleeuwse, evangelisch-lutherse Jacobikerk te Lüdingworth, met rijk barok interieur is een van de bezienswaardigste kerkgebouwen in de verre omtrek.
  - Ook de oude dorpskerken te Groden en Altenbruch zijn bezienswaardig.
  - Zie verder onderstaande afbeeldingen.
- Kasteel Ritzebüttel (14e-eeuws), in gebruik als cultureel centrum
- Museum, gewijd aan de dichter Joachim Ringelnatz, gevestigd in een omstreeks 1760 gebouwd vakwerkhuis
- Visserij- en scheepswrakkenmuseum Windstärke 10 (Windkracht 10) in de visserijhaven
- In het zuidelijke gedeelte van de gemeente zijn bos- en heidewandelingen in het gebied Hohe Lieth mogelijk. Een deel van dit gebied ligt in een 929 hectare groot natuurreservaat met de naam Cuxhavener Küstenheiden. Zie onderstaande link. Fraai is ook het direct aan zee gelegen bos Wernerwald ten zuiden van Sahlenburg, dat ruim 300 hectare groot is.

## Afbeeldingen

### Kerkgebouwen

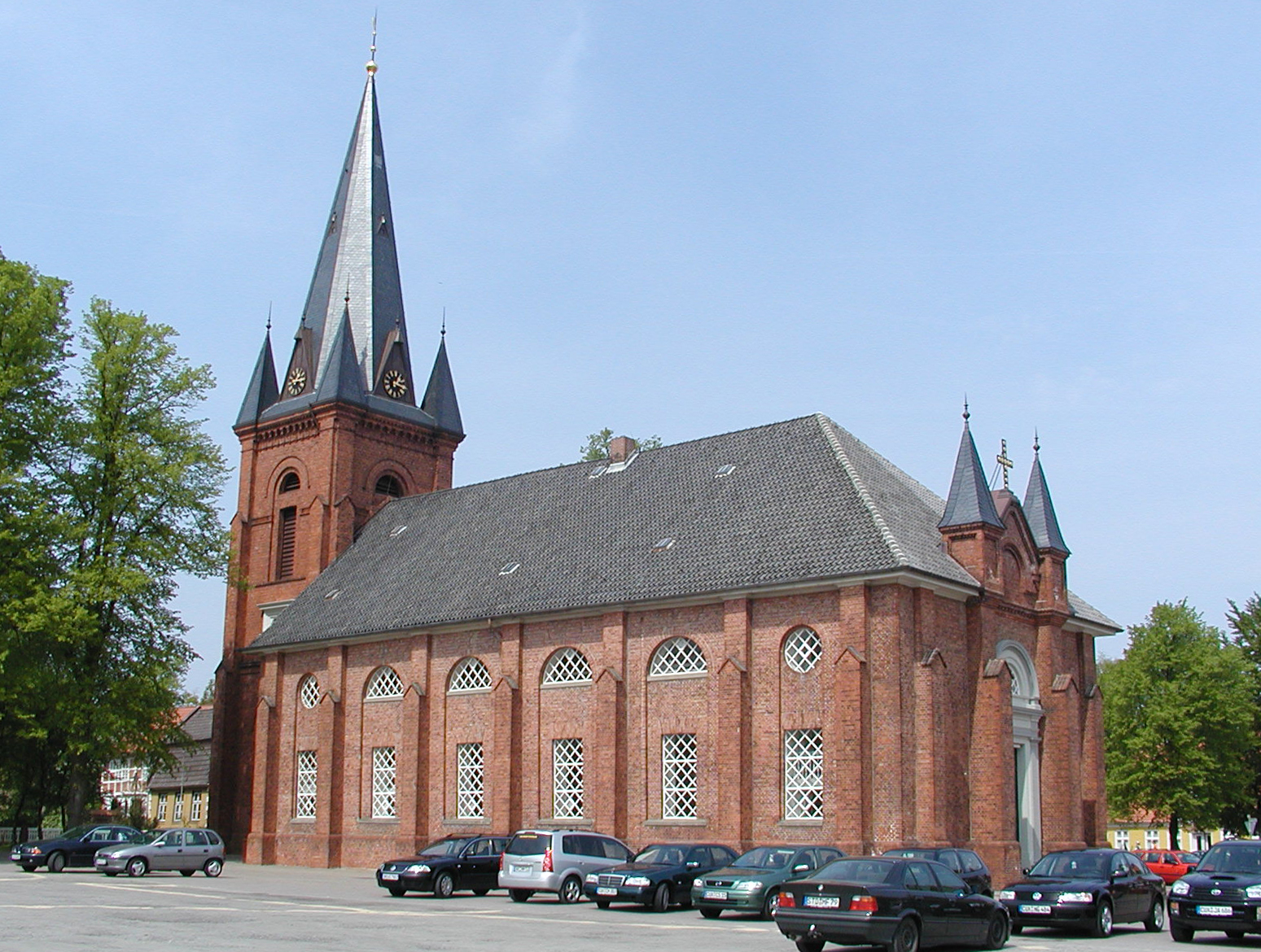
Martinikerk, Cuxhaven-Ritzebüttel (1819; classicistische bouwstijl)
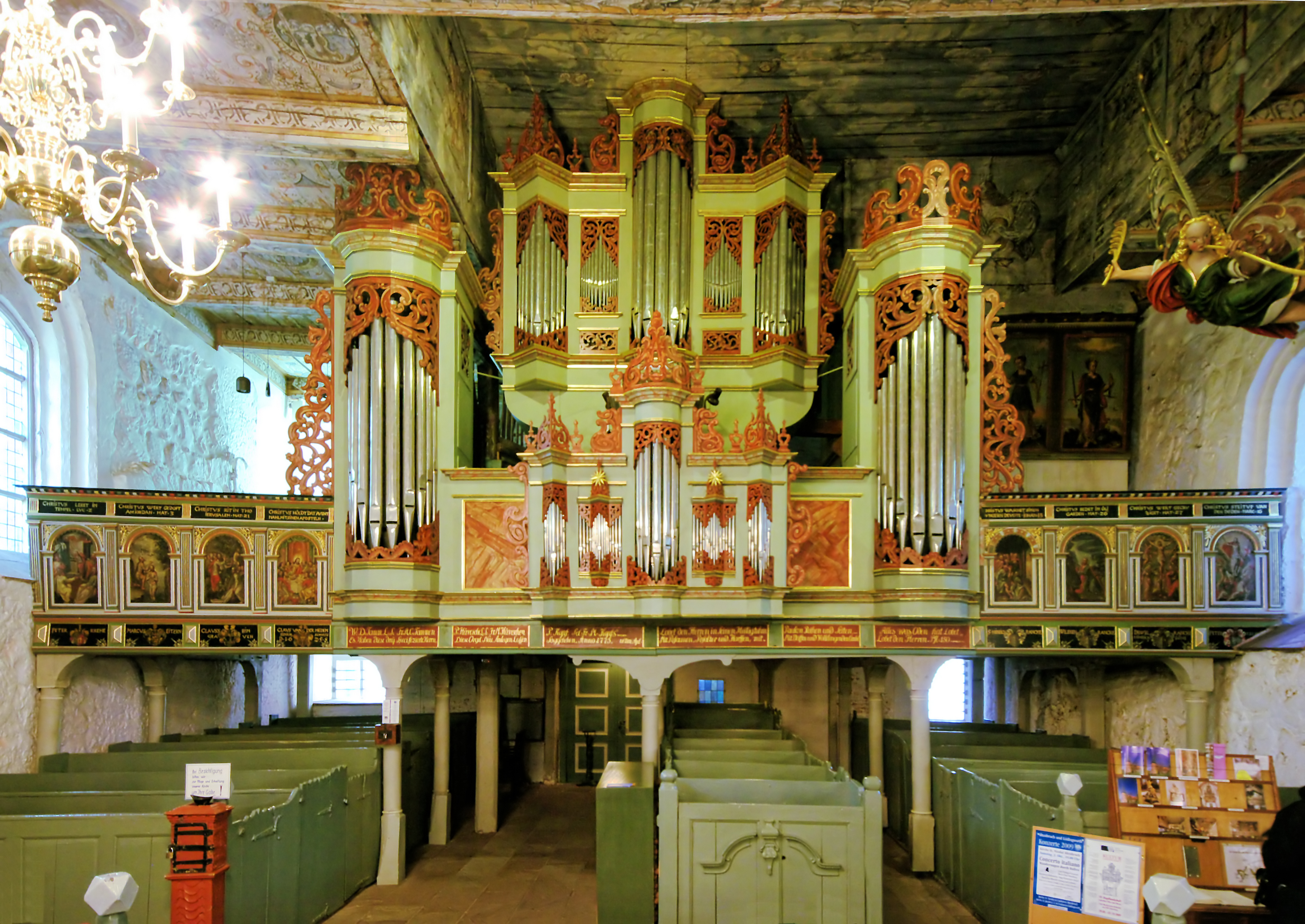
Orgel in de Jacobikerk te Lüdingworth (1683) door Arp Schnitger
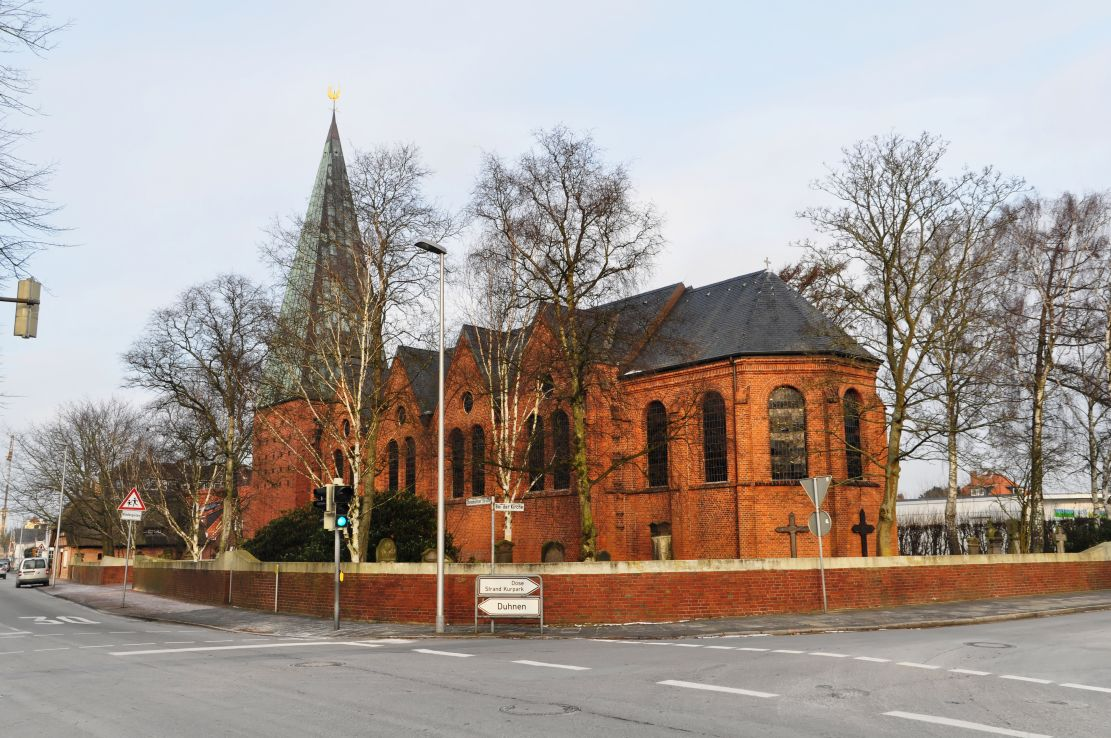
St.-Geertruidenkerk, Döse (2011)
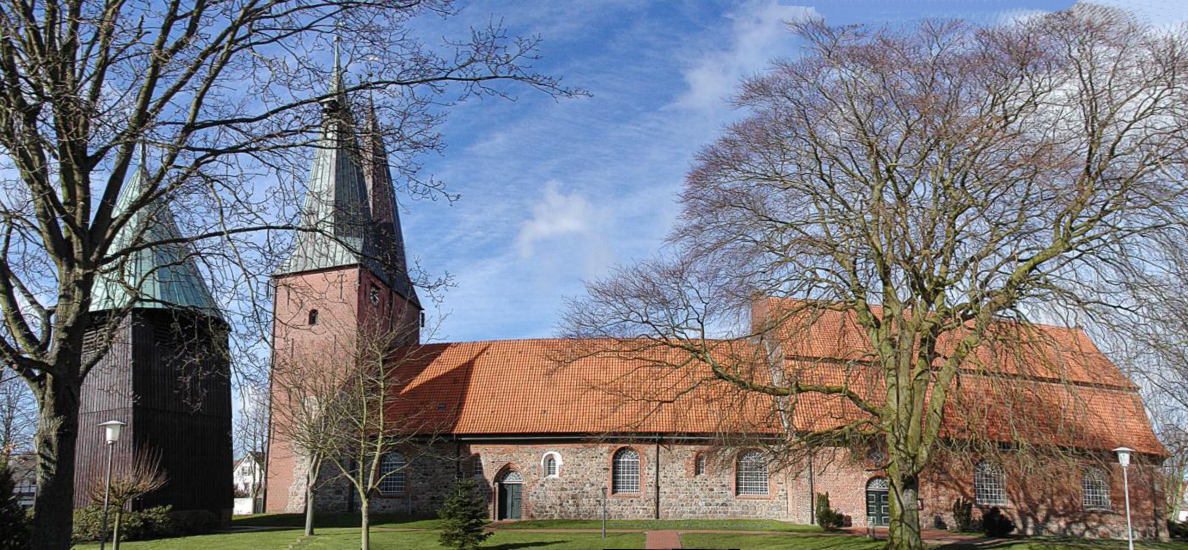
Sint-Nicolaaskerk, Cuxhaven-Altenbruch
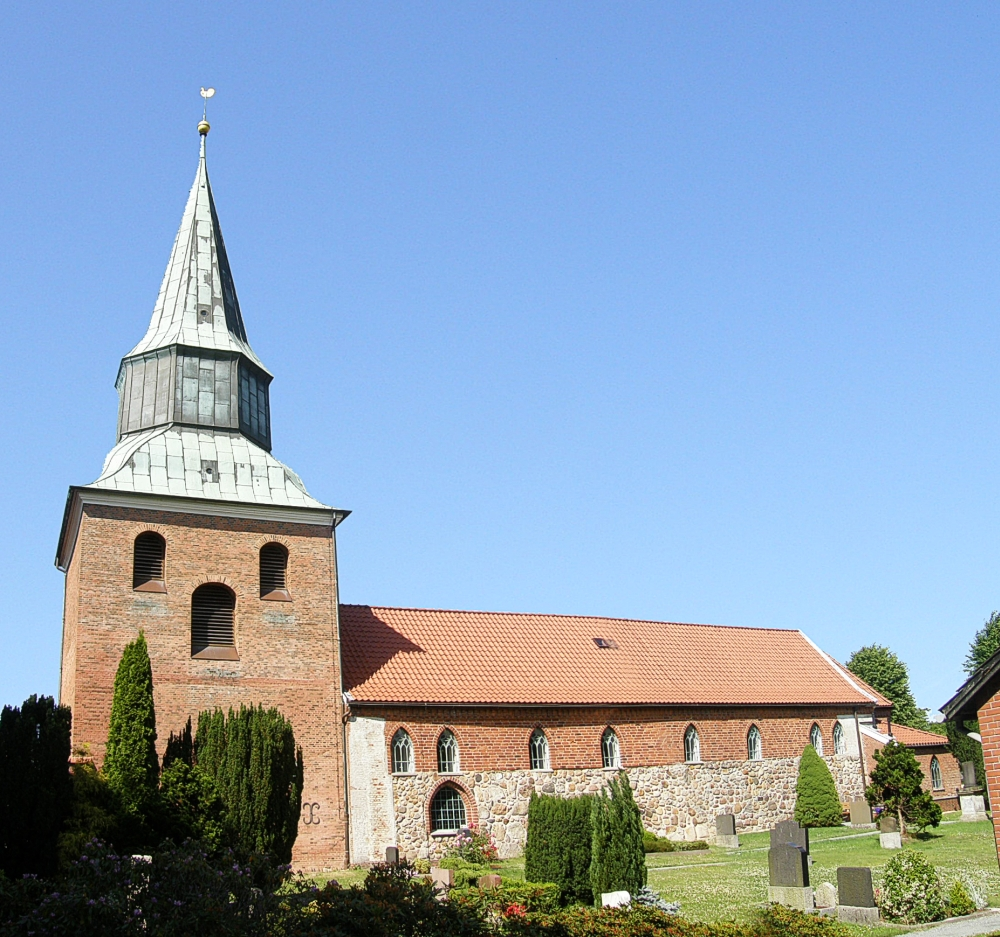
St.-Abunduskerk (ca. 1200), Groden
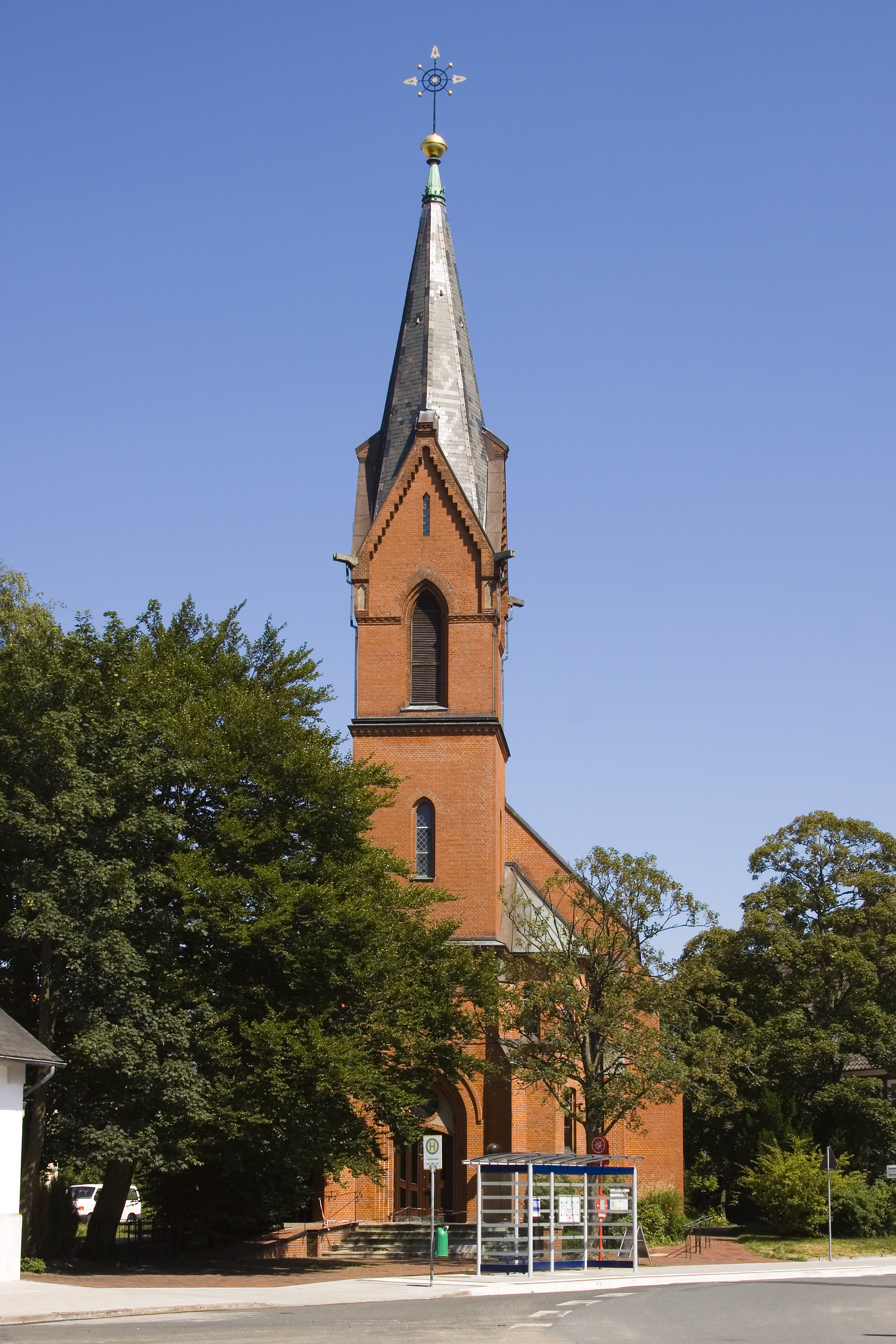
Cuxhaven, R.K. Herz-Jesu (Heilig-Hart)kerk (1900; voormalige marine-garnizoenskerk)

### Overige

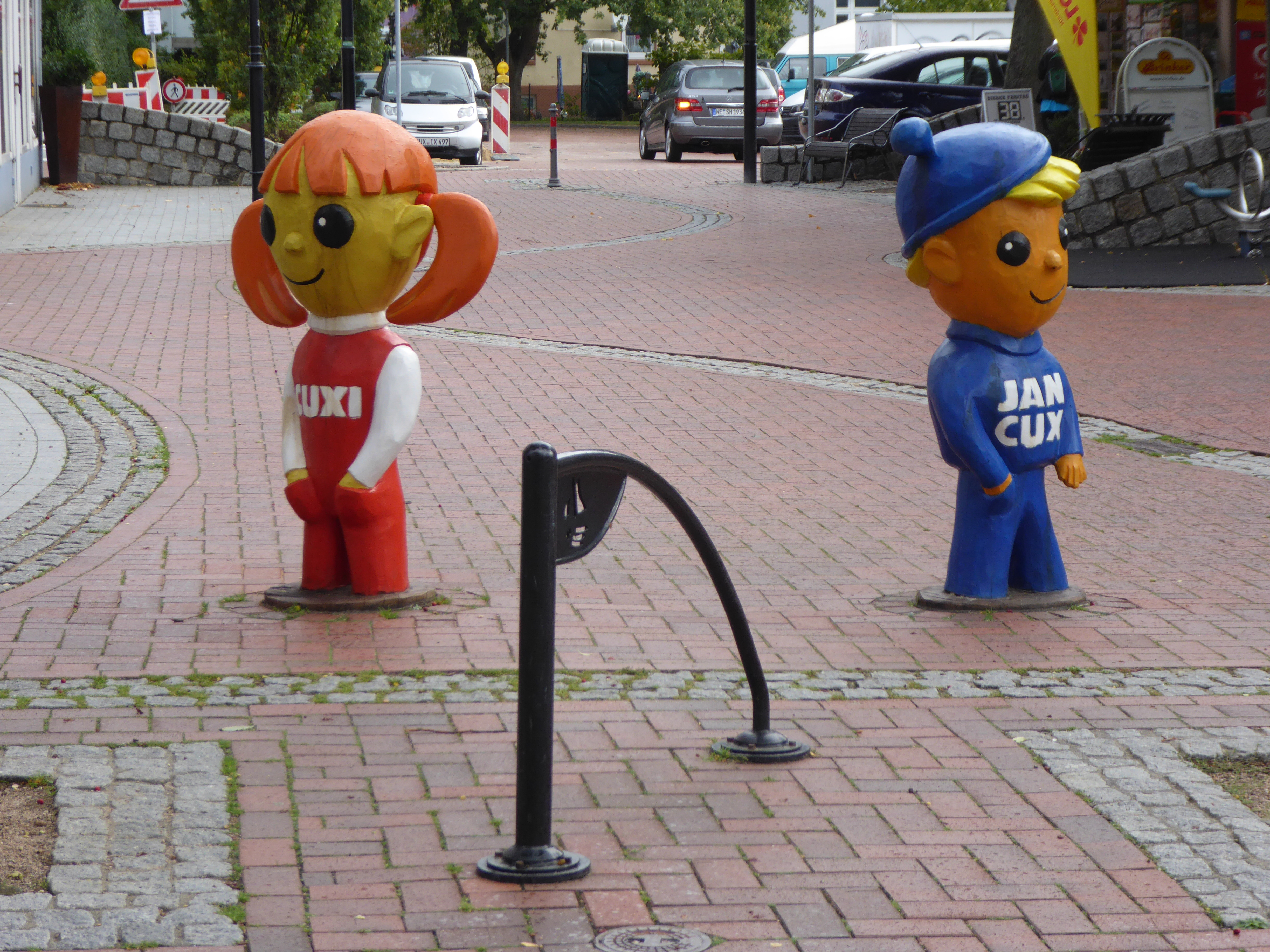
Stadsmascottes Cuxi en Jan Cux
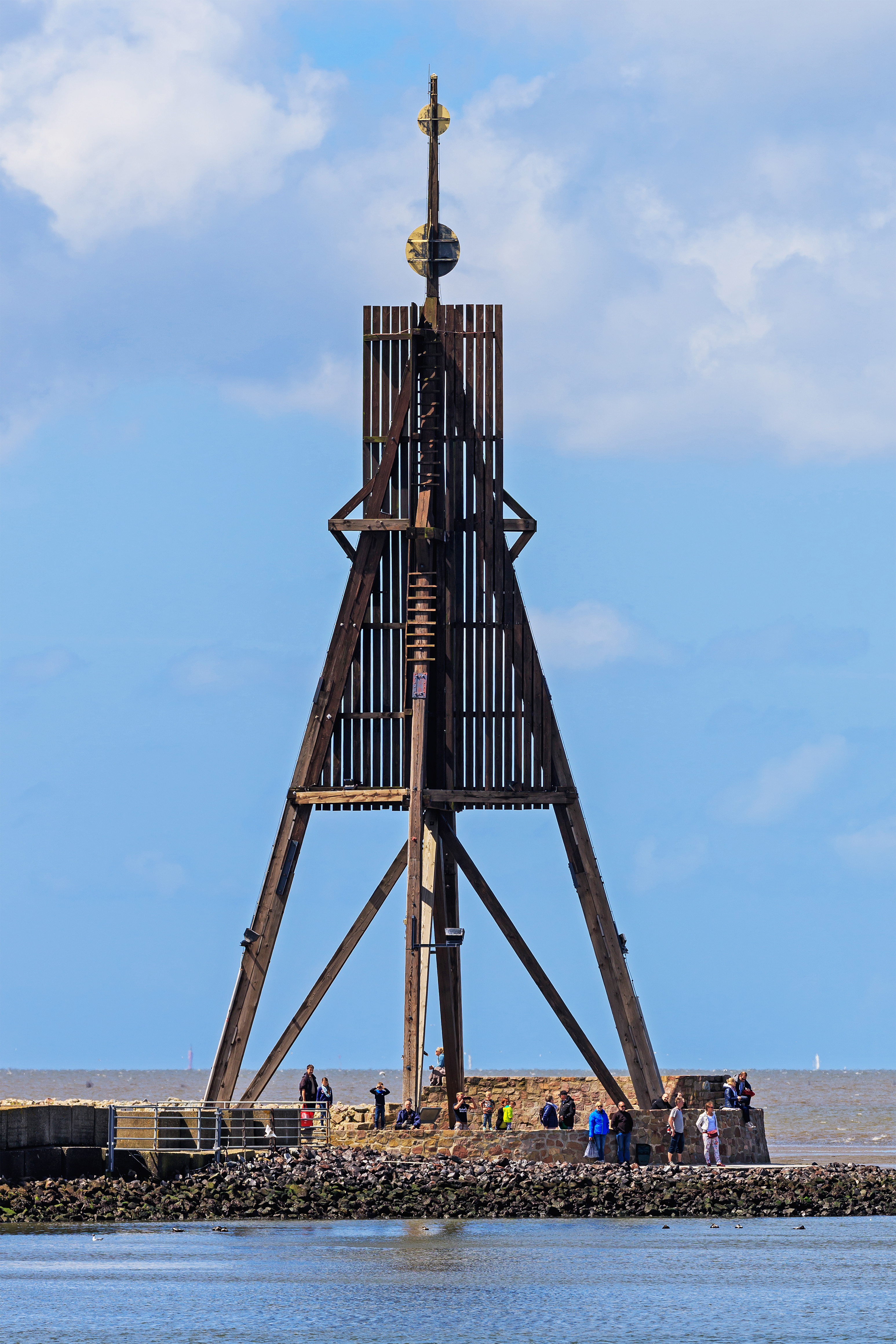
Het baken (de Kugelbake) te Cuxhaven
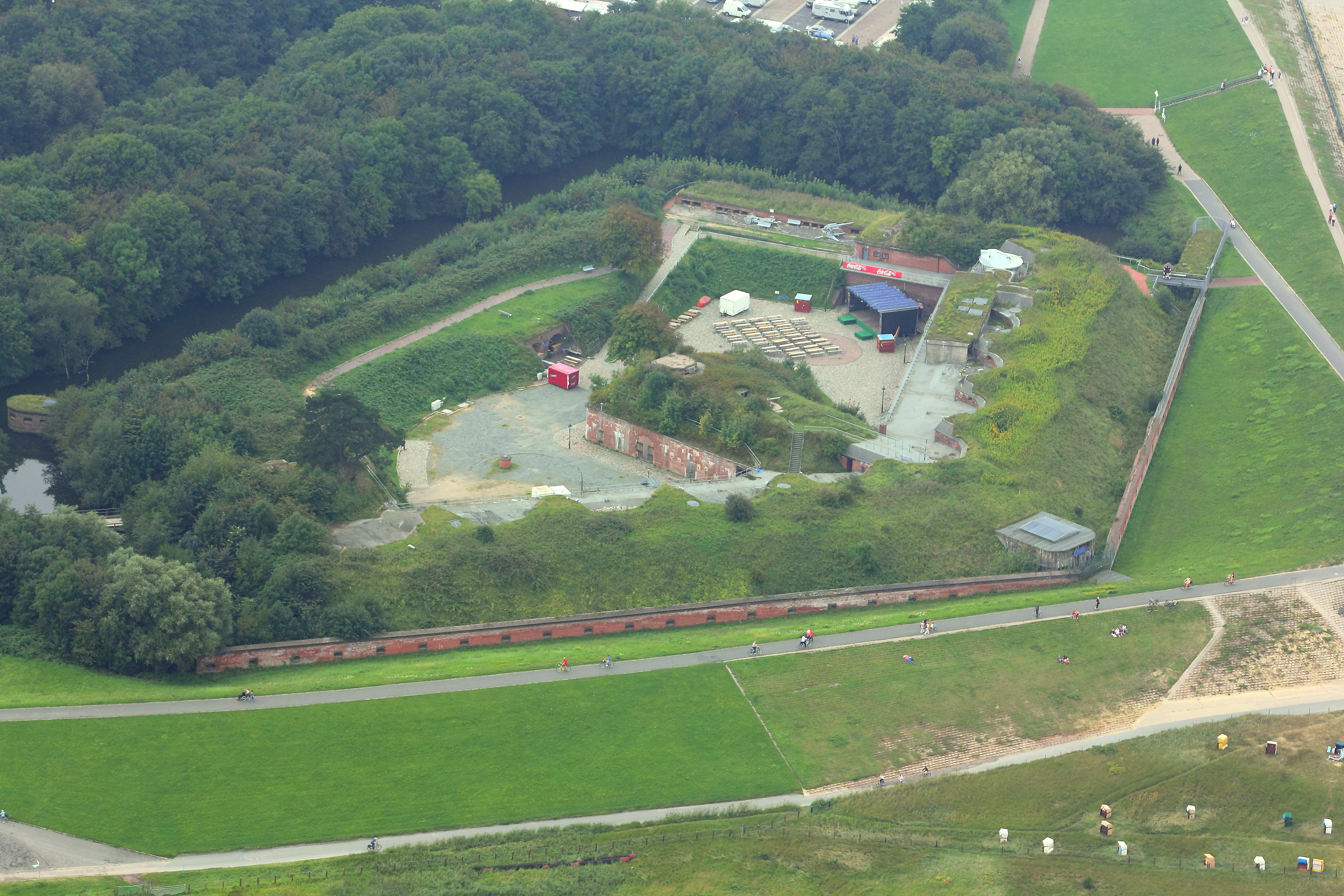
Vesting Fort Kugelbake
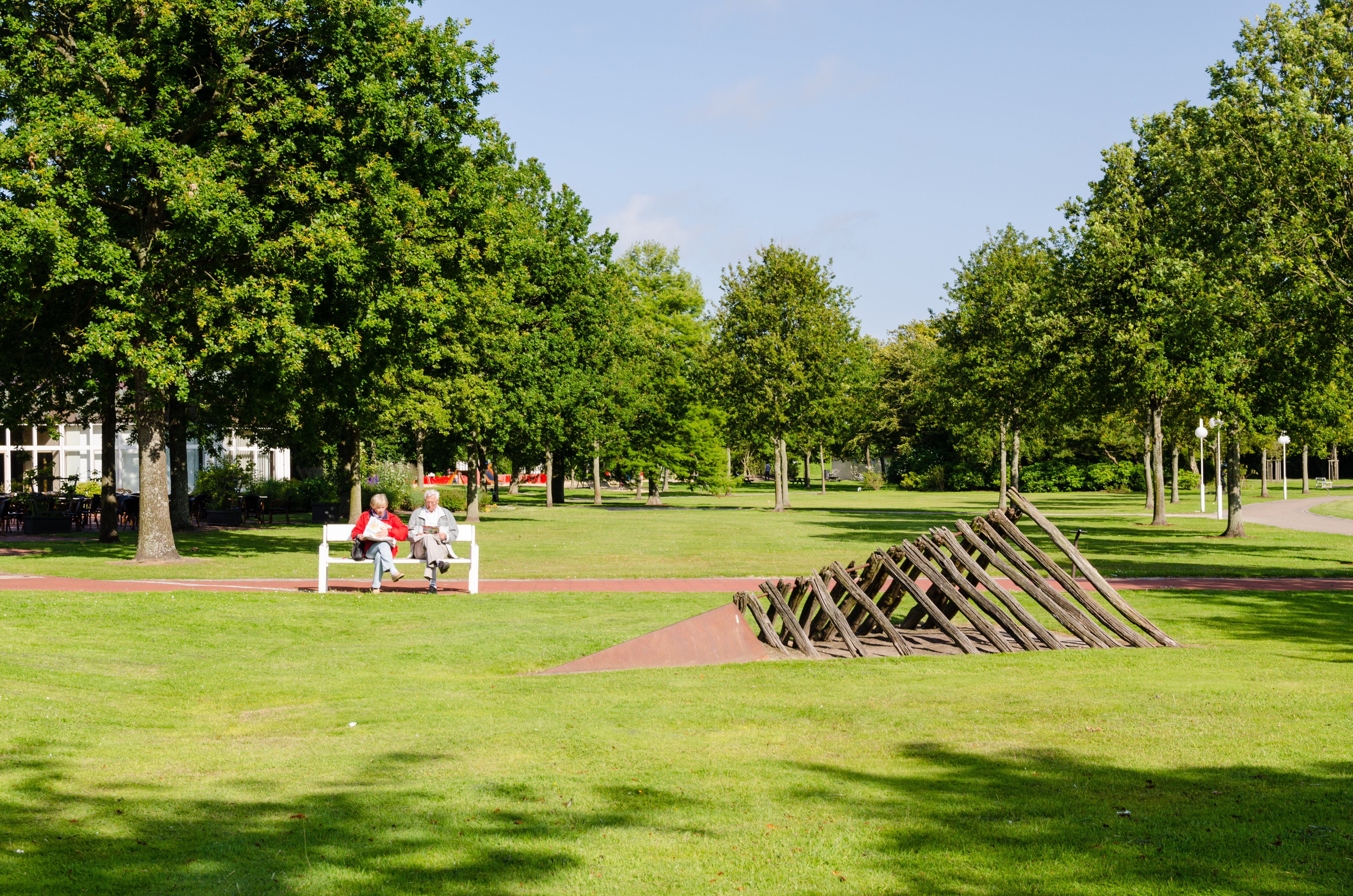
Kuurpark Cuxhaven in stadsdeel Döse
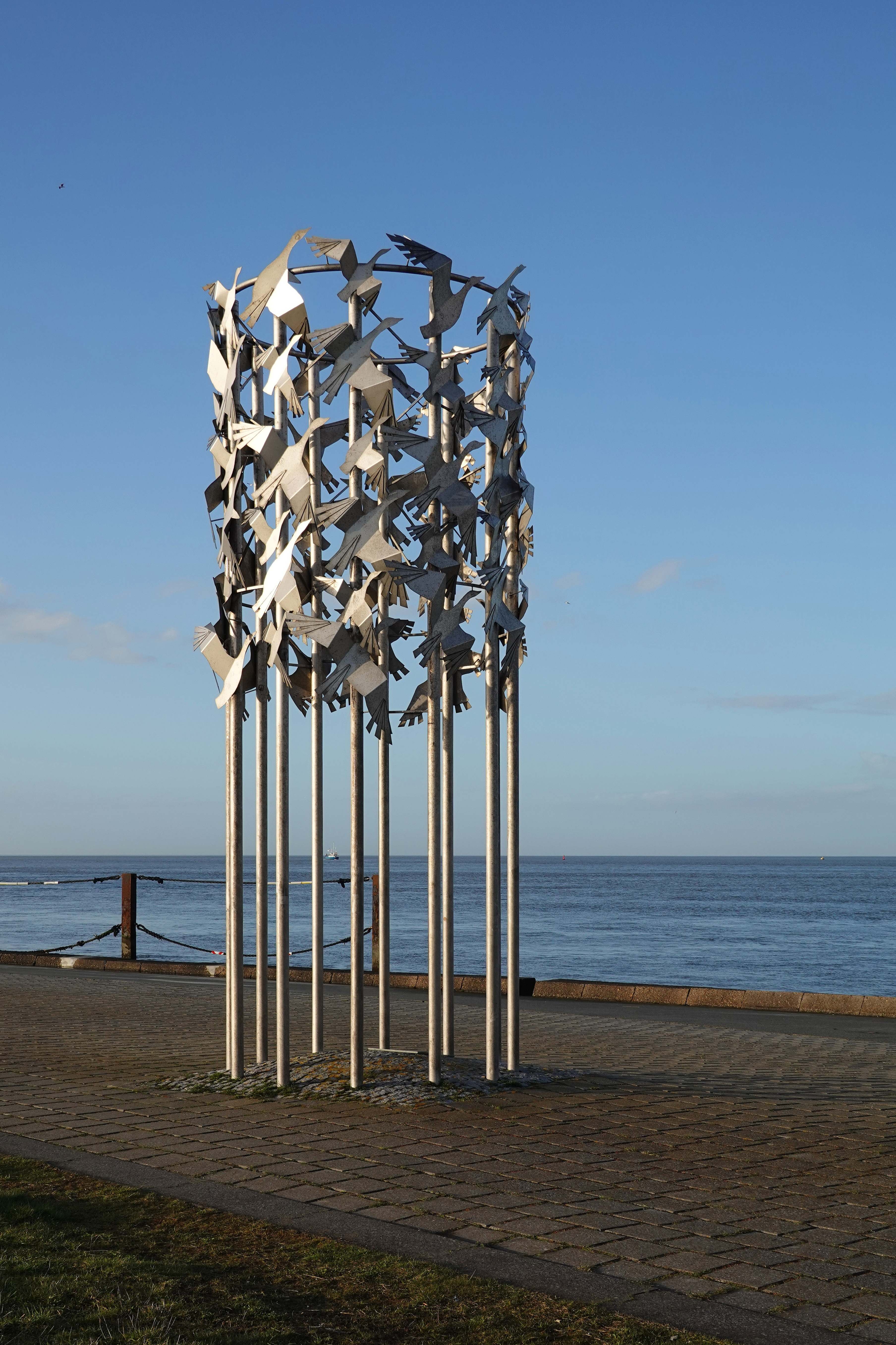
Vlucht der vogels, beeldhouwwerk uit 2002 bij de radartoren
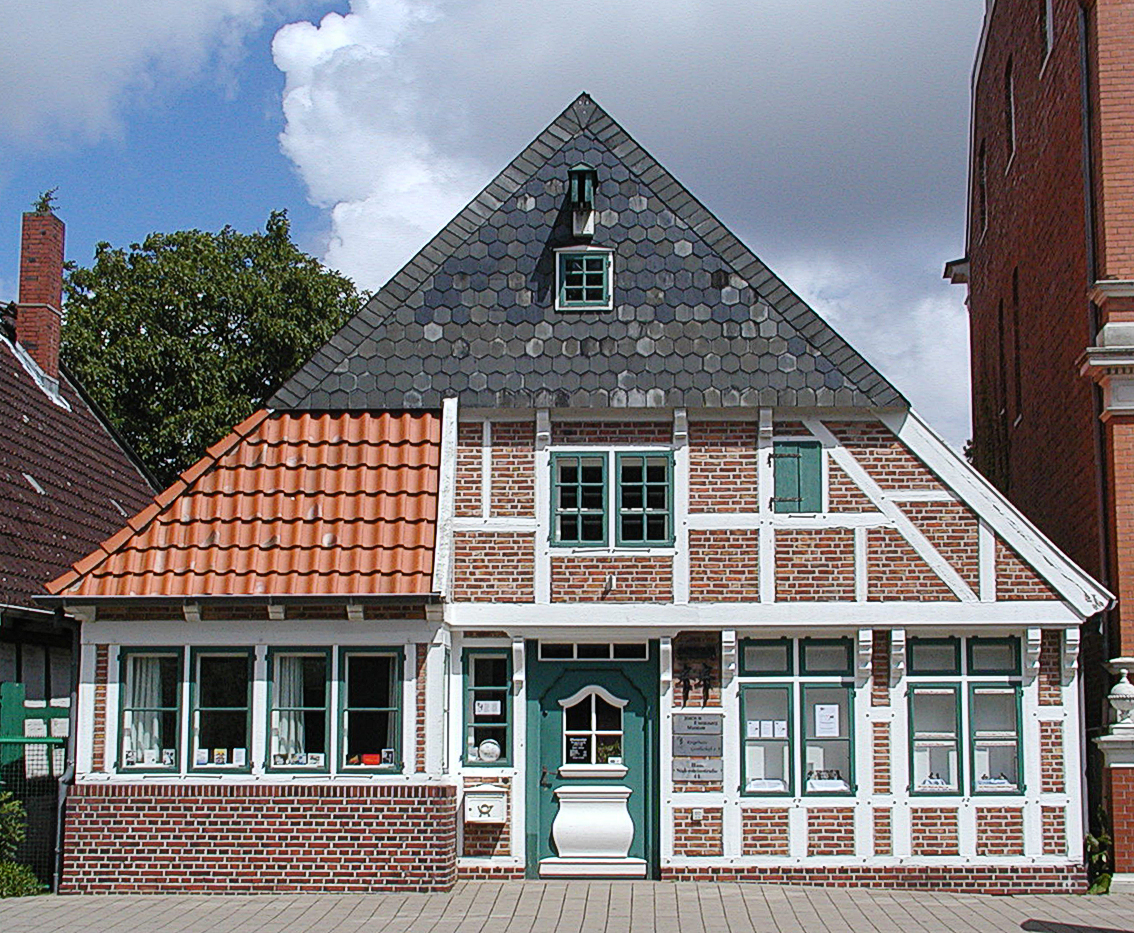
Joachim-Ringelnatz-Museum
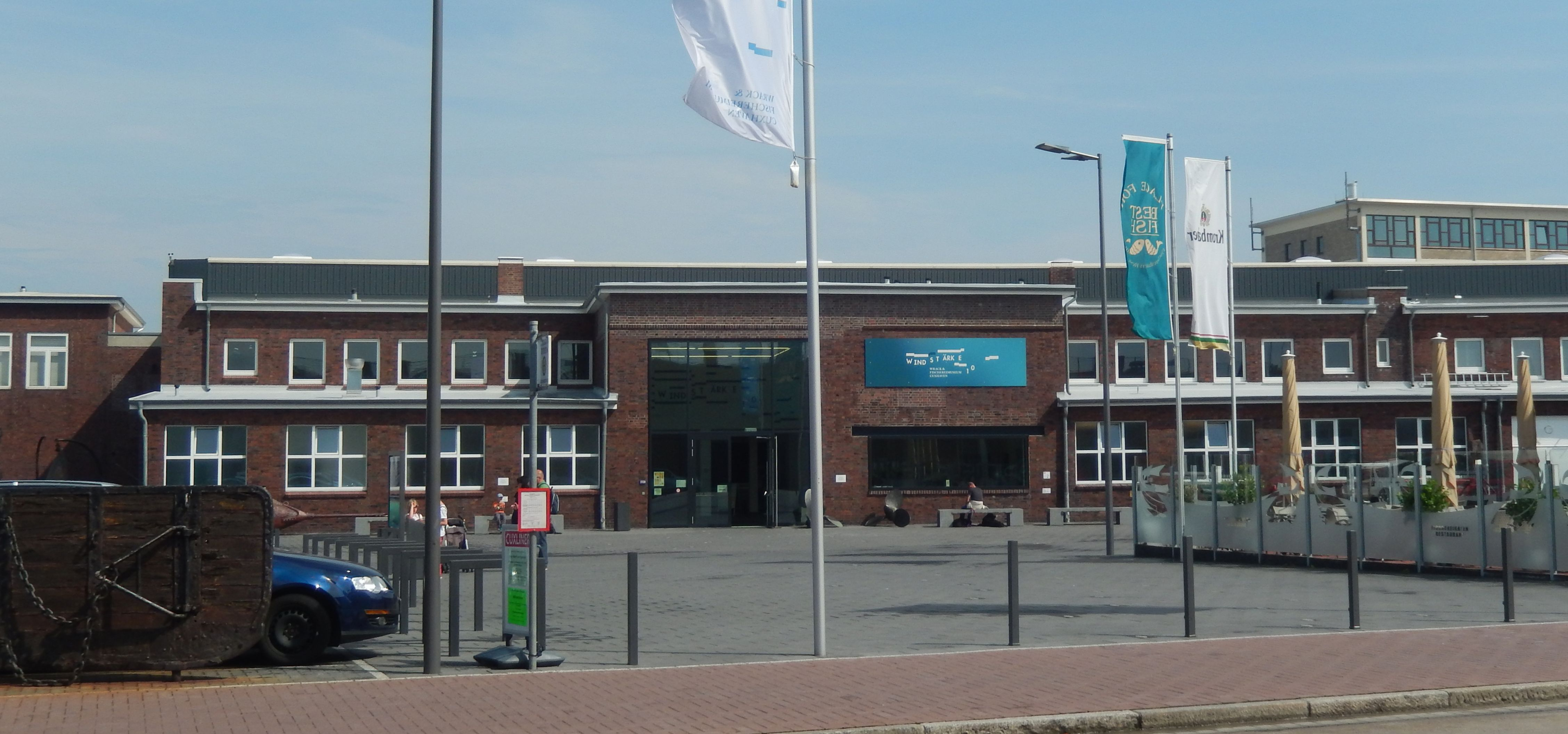
Visserij- en scheepswrakkenmuseum
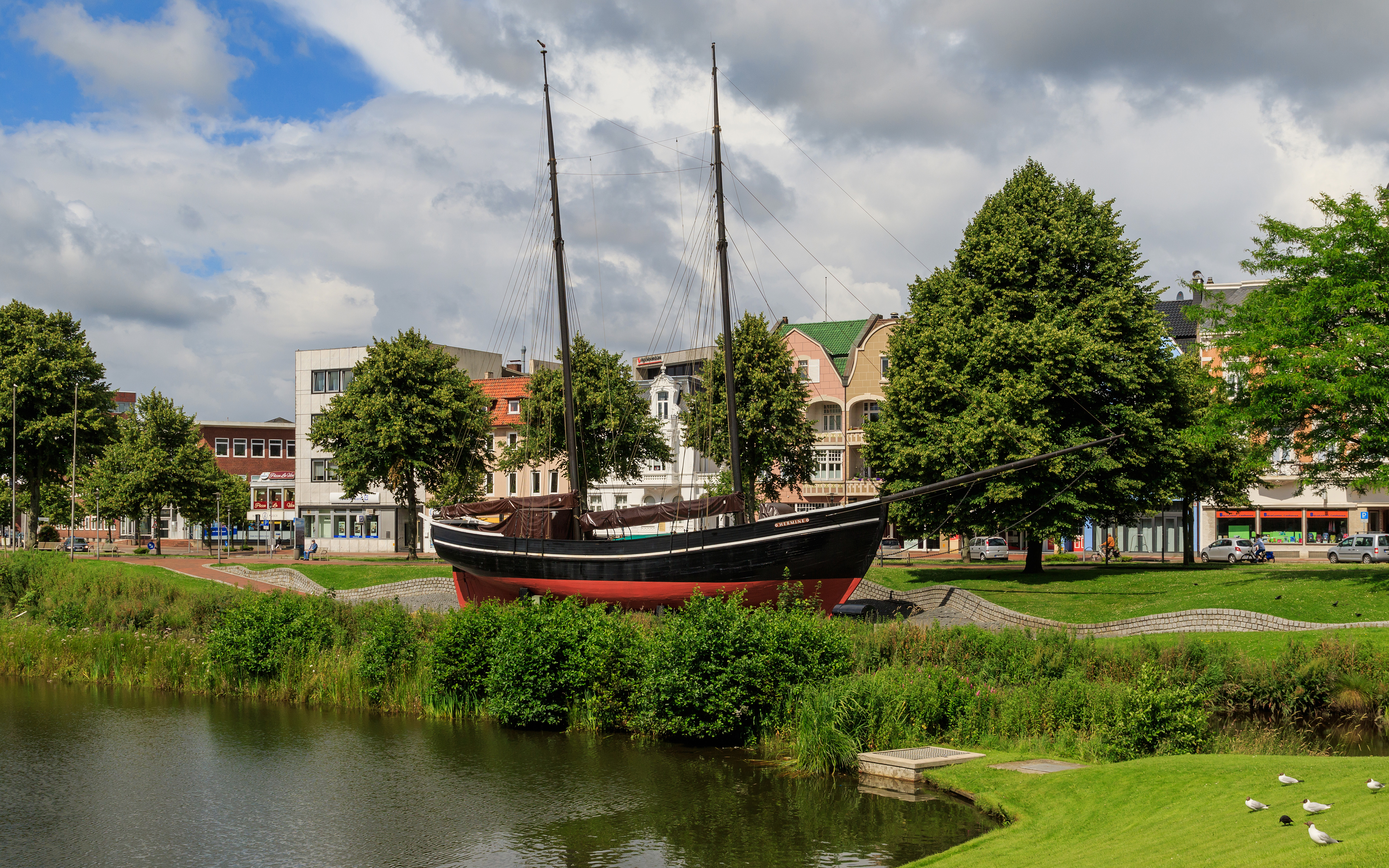
Een kanaal in de stad
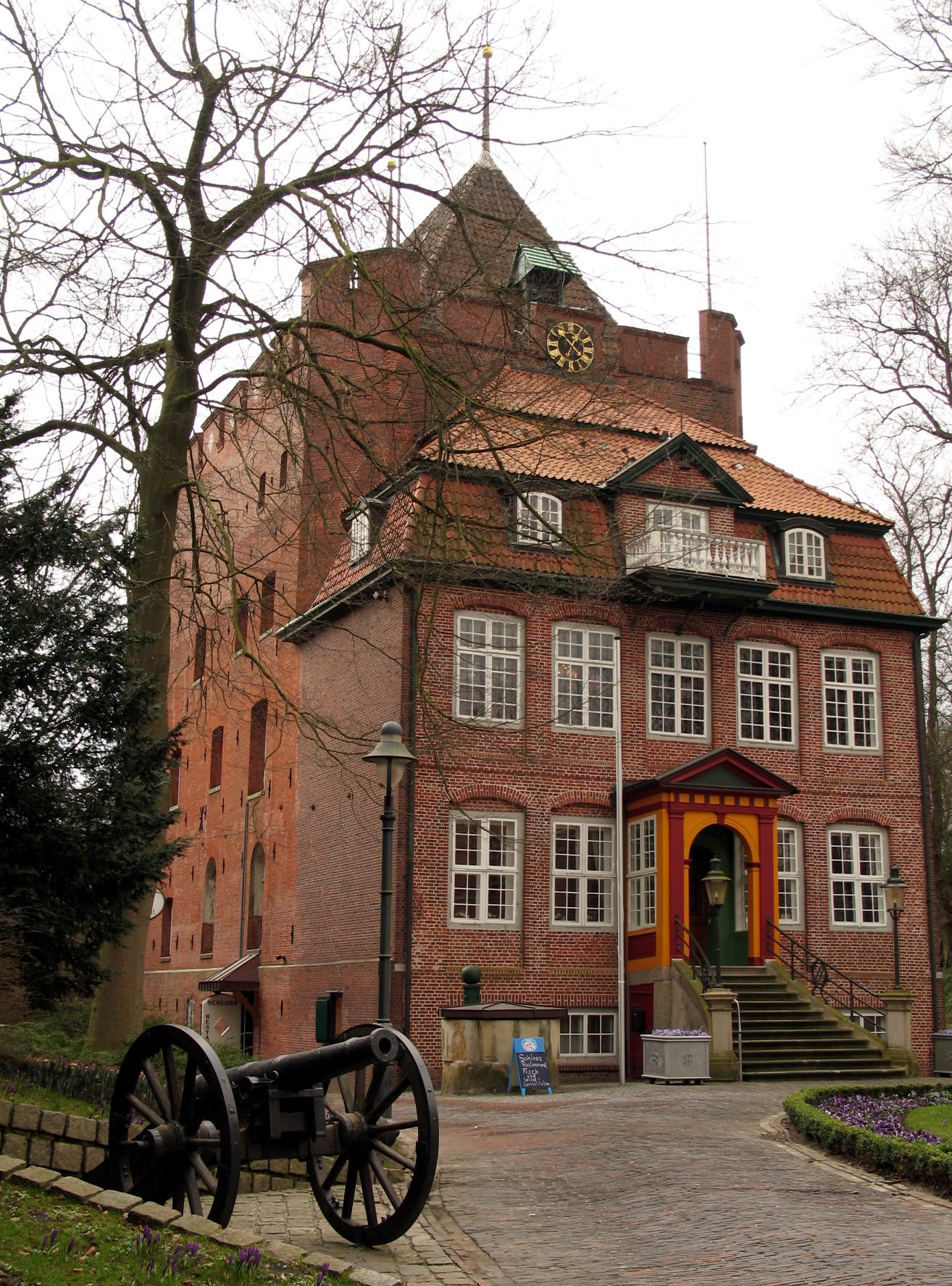
Kasteel Ritzebüttel
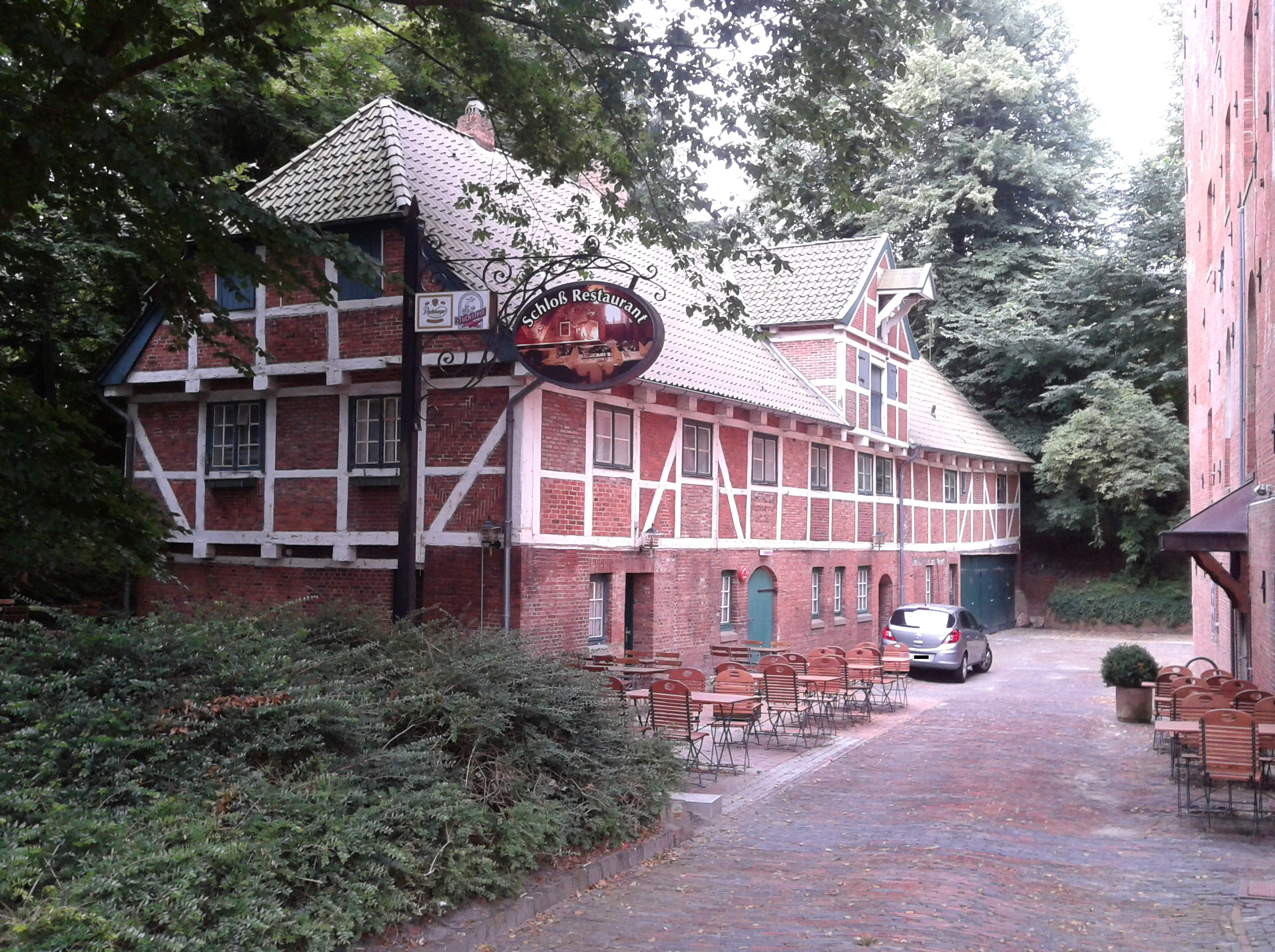
Restaurant in het uit 1821 daterende koetshuis van dit kasteel
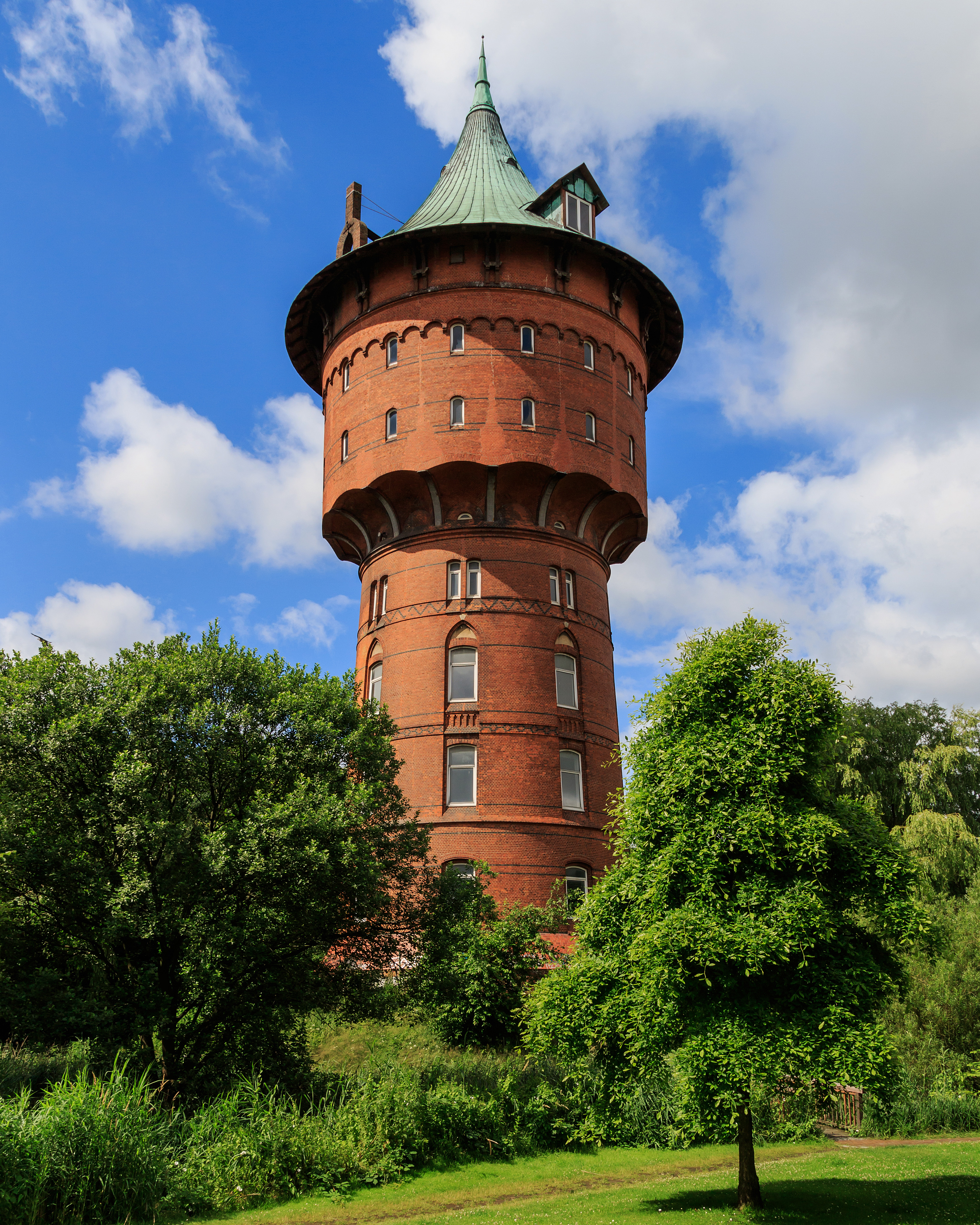
De in 1897 gebouwde watertoren
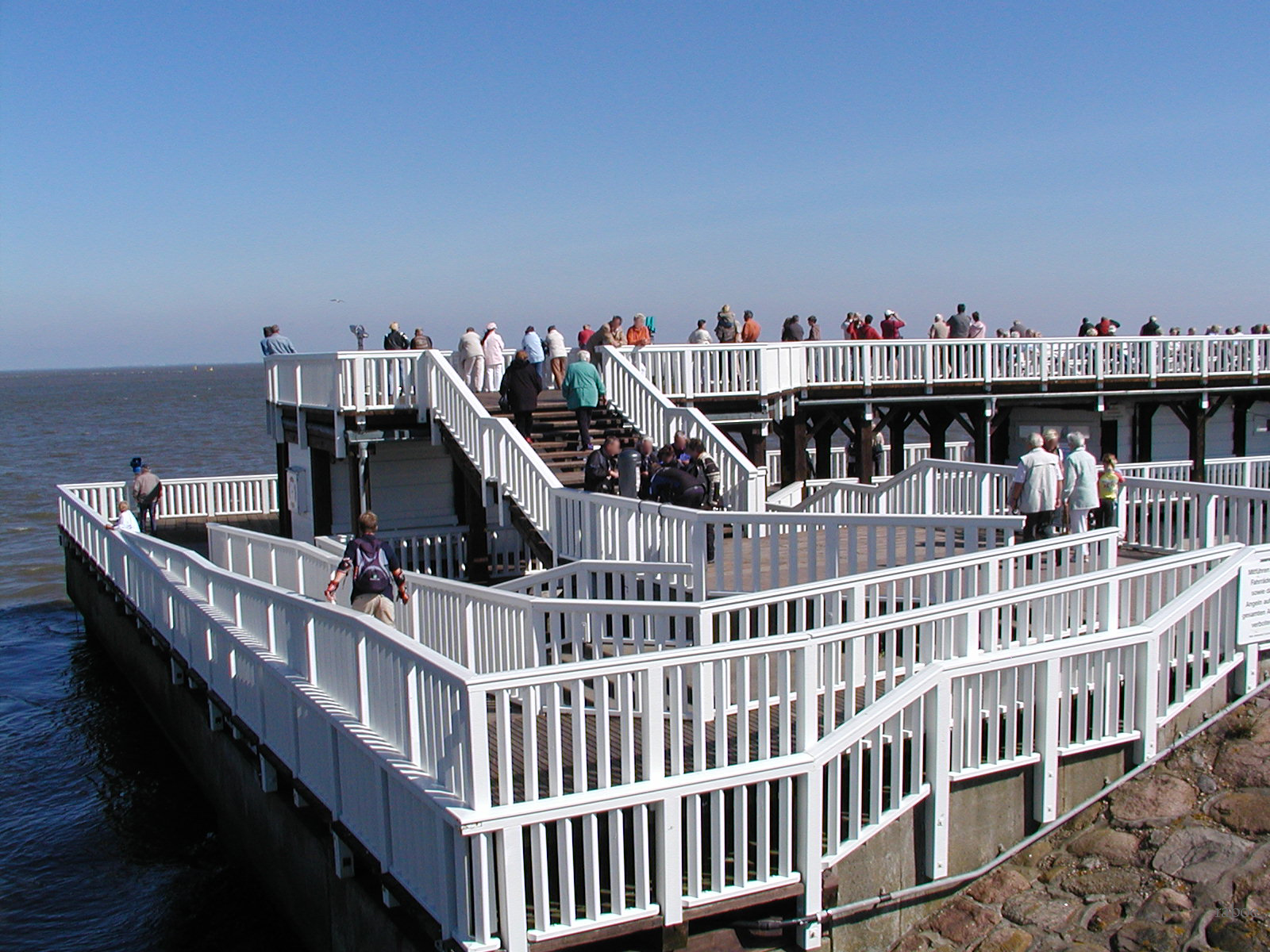
Alte Liebe, uitzichtplatform in de haven van Cuxhaven
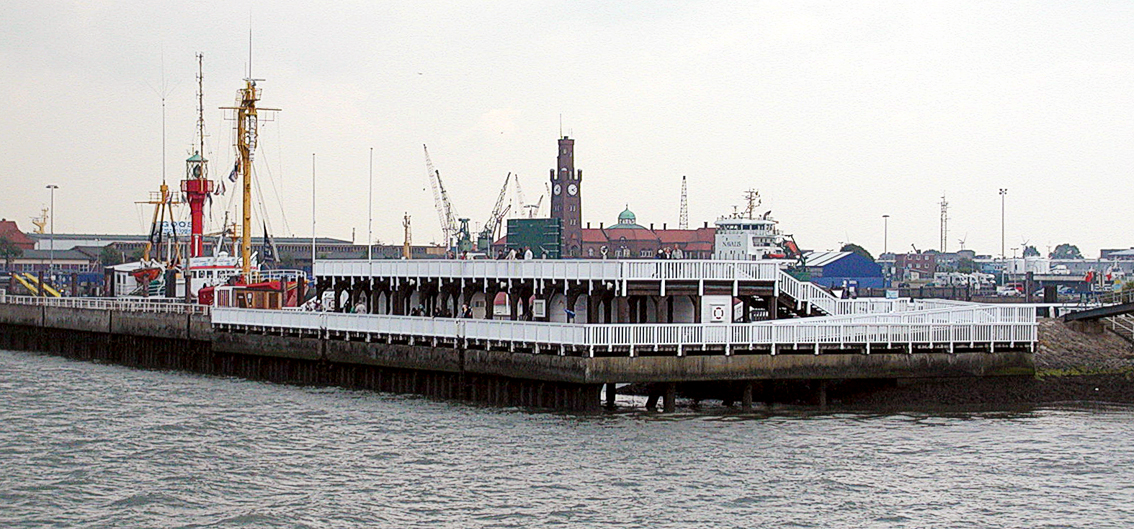
Idem, gezien vanuit zee
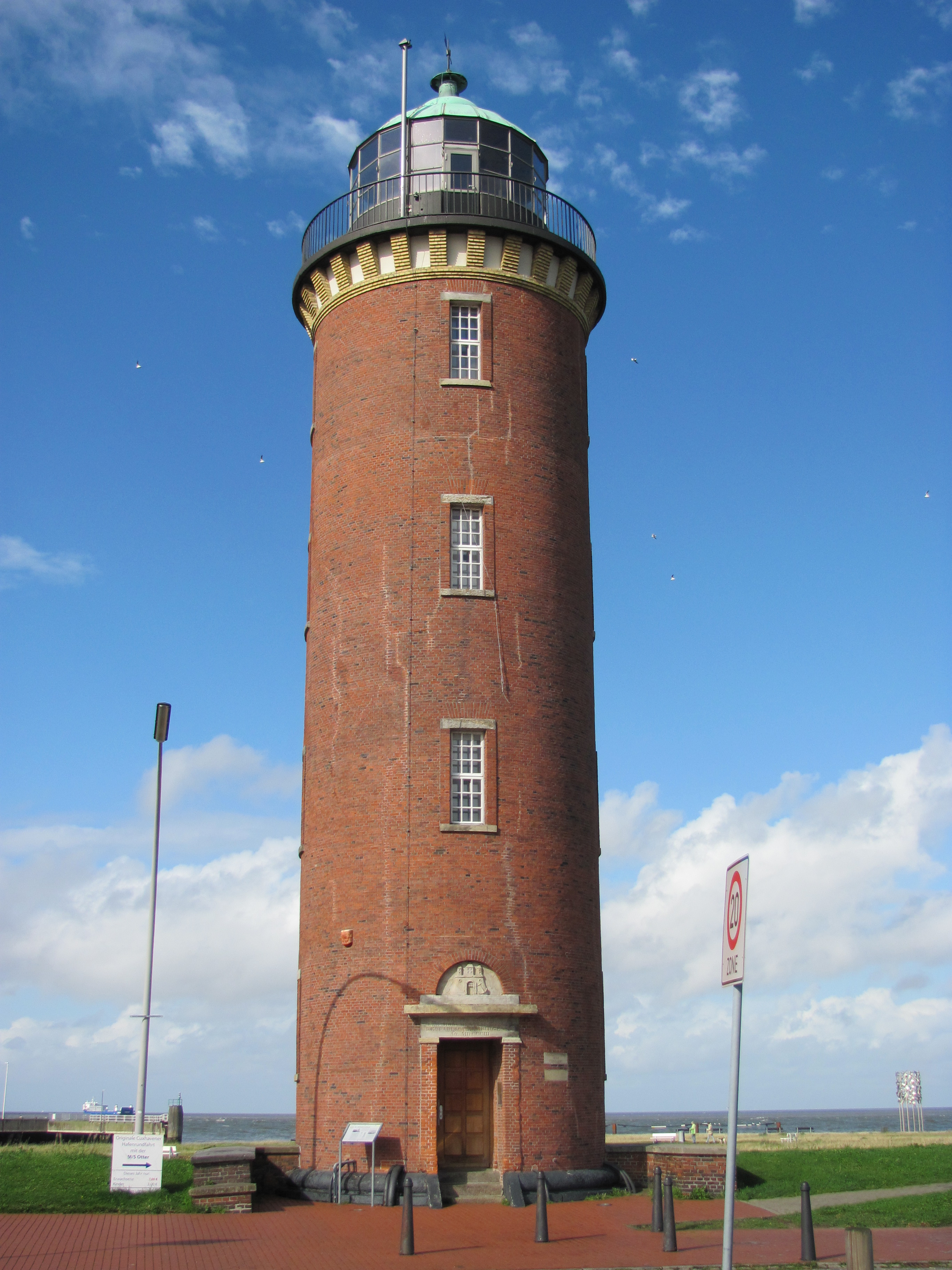
Vuurtoren (1803) bij de Alte Liebe
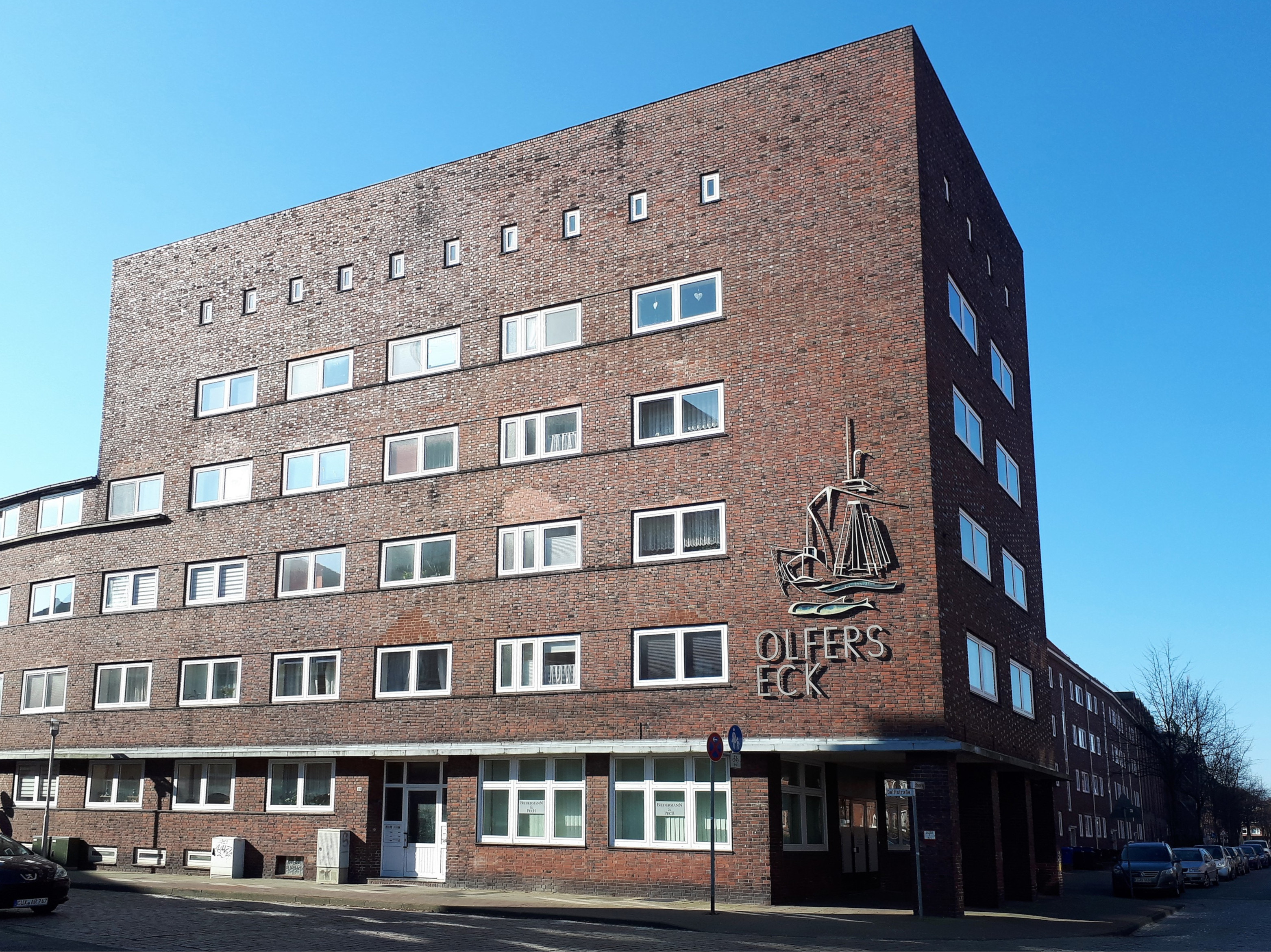
Flatgebouw Olfers-Eck te Cuxhaven (1930); pas in 1964 naar Karl Olfers genoemd.

## Partnersteden
De gemeente Cuxhaven onderhoudt jumelages met:
- Frankrijk:
  - Vannes,  sedert 1963
  - Uitgaande van stadsdeel Altenbruch: Sulniac, sedert 1986
  - Uitgaande van stadsdeel Altenwalde: Saint-Avé, sedert 1987
  - Uitgaande van stadsdeel Sahlenburg: Theix, sedert 1995
  - Uitgaande van stadsdeel Lüdingworth: Elven, sedert 1998.
- Penzance, Verenigd Koninkrijk, sedert 1967
- Hafnarfjörður, IJsland, sedert 1988
- Binz en Sassnitz op Rügen, Duitsland, sedert 1990

Daarnaast bestaan er diverse, minder officiële, Städtefreundschaften.
De jumelage met Nuuk (Groenland) is in 2011 beëindigd.